# Eurovision Song Contest 2024
Der 68. Eurovision Song Contest fand vom 7. bis zum 11. Mai 2024 in Malmö statt, nachdem Loreen mit dem Lied Tattoo den Eurovision Song Contest 2023 in Liverpool gewonnen hatte. Es war nach 1992 und 2013 die dritte Austragung des ESC in Malmö und die insgesamt siebte in Schweden (zuletzt 2016 in Stockholm).
Den Sieg holte Nemo für die Schweiz mit dem Song The Code. Es war nach 1956 und 1988 der dritte Sieg des Landes im Wettbewerb. Nemo erreichte im Juryvoting den ersten und im Televoting den fünften Platz. Zweiter im Wettbewerb wurde Baby Lasagna, der mit seinem Lied Rim Tim Tagi Dim für Kroatien die Zuschauerabstimmung gewann und mit dem zweiten Platz die bisher höchste Platzierung Kroatiens beim ESC erzielen konnte. Den dritten Platz erreichten die Ukrainerinnen Alyona Alyona und Jerry Heil mit ihrem Song Teresa & Maria. Der Mitfavorit und Vertreter der Niederlande, Joost Klein, wurde vom Finale ausgeschlossen. Deutschland erreichte mit Isaak Guderian Platz 12. Österreichs Teilnehmerin Kaleen wurde Vorletzte im Finale.

## Austragungsort
Am 14. Mai 2023, kurz nachdem Schweden den Wettbewerb gewonnen hatte, gab die CEO von SVT, Hanna Stjärne, bekannt, dass der Sender den Eurovision Song Contest 2024 ausrichten werde.
Am 16. Juni 2023 veröffentlichte die Zeitung Aftonbladet eine Liste von Anforderungen, die SVT an die potenziellen Austragungsorte stellte. Demnach trägt die Gastgeberstadt die Verantwortung für Umsetzung und Finanzierung der gesamten Veranstaltung außerhalb der eigentlichen Shows. Verlangt wurden unter anderem:
- eine Arena mit umfangreicher Infrastruktur für die Shows
- ein Pressezentrum für 1.200 Personen
- mindestens 3.500 Hotelbetten
- Veranstaltungsorte für den Euroclub, das Eurovision Village und den Türkisen Teppich der Eröffnungsfeier
- Sicherheits- und Verkehrskonzepte

Die Bewerbungsfrist endete am 12. Juni 2023. Folgende Städte bewarben sich als Austragungsort:

| Stadt        | Austragungsort  | maximale Kapazität (Konzerte) | Bemerkungen |
| ------------ | --------------- | ----------------------------- | --- |
| Göteborg     | Scandinavium    | 14.000                        | Austragungsort des Eurovision Song Contest 1985 und des Melodifestivalen seit 2003. |
| Malmö        | Malmö Arena     | 15.500                        | Austragungsort des Eurovision Song Contest 2013 und des Melodifestivalen seit 2009. |
| Örnsköldsvik | Hägglunds Arena | 09.800                        | Austragungsort des Melodifestivalen 2007, 2010, 2014, 2018 und 2023. |
| Stockholm    | Friends Arena   | 60.000                        | Die Arena liegt in der Gemeinde Solna, die Teil des Stockholmer Stadtgebiets ist. Der dort beheimatete Fußballclub AIK Solna hatte sich gegen eine Austragung in der Arena ausgesprochen. Austragungsort des Finales des Melodifestivalen seit 2013. |
| Stockholm    | Tele2 Arena     | 40.000                        | Der dort beheimatete Fußballclub Hammarby IF hatte sich gegen eine Austragung in der Arena ausgesprochen. |
| Stockholm    | Frihamn         | 15.000                        | Ein Vorschlag der Stadt Stockholm sah die Errichtung einer temporären Arena für 11.000 bis 15.000 Zuschauer auf dem Gelände des Freihafens im Stadtteil Östermalm vor.                                                                               |

Neben den aufgeführten Bewerbungen gab es Interesse an einer Ausrichtung in Jönköping, Eskilstuna und Partille (Tätort Göteborg), deren vorgeschlagene Veranstaltungsarenen allerdings alle nicht den üblichen Anforderungen der EBU an einen Austragungsort entsprachen. Sandviken entschloss sich, eine ursprünglich geplante Bewerbung nicht weiter zu verfolgen.
Die Stockholmer Avicii Arena, Austragungsort des letzten ESC in Schweden 2016, wird 2024 im Zuge der Vorbereitung auf die Eishockey-Weltmeisterschaft 2025 umgebaut und stand daher nicht zur Verfügung.
Am 7. Juli 2023 gab SVT bekannt, dass der Wettbewerb wie 2013 in der Malmö Arena stattfinden werde.
Malmö ist die erste und einzige Nicht-Hauptstadt, die den ESC ein drittes Mal ausrichtet. Zudem ist der ESC 2024 bereits der fünfte in Folge, der nicht in der Hauptstadt eines Staates stattfindet – so oft hintereinander wie noch nie zuvor. Den bislang letzten ESC in einer Hauptstadt gab es 2018 in Lissabon.

## Planung und Leitung
Nach dem schwedischen Sieg 2023 kündigte Sveriges Television (SVT) an, noch am selben Abend mit der Planung des ESC 2024 beginnen zu wollen.
Die Bürgermeisterin von Malmö, Katrin Stjernfeldt Jammeh, kündigte an, dass die Stadt etwa 30 Mio. Kronen (2,5 Mio. Euro) in die Ausrichtung investieren wolle.

### Produktionsteam
Am 14. Juni 2023 stellte SVT die ersten Mitglieder des Kernteams der Produktion vor; die restlichen Namen wurden im September bekanntgegeben:
- Ebba Adielsson, Executive Producer (Gesamtleitung)
- Christel Tholse Willers, Executive Producer (Kommunikation, Presse, Marketing, Events)
- Tobias Åberg, Executive in Charge of Production (Leitung der technischen Gesamtproduktion)
- Johan Berghagen, Executive Line Producer (Finanzen und technische Verantwortung)

- Christer Björkman, Contest Producer (Produktion der Wettbewerbsbeiträge)
- Per Blankens, TV Producer (Produktion des Rahmenprogramms in den Shows)
- David Wessén, Head of Production

### Reference Group
Die Eurovision Song Contest Reference Group ist das Exekutivkomitee der Europäischen Rundfunkunion (EBU) und ihrer Mitgliedssender für den ESC. Sie entscheidet über die Regeln des Wettbewerbs, die Finanzierung der Veranstaltung und überwacht die Vorbereitung der ausrichtenden Rundfunkanstalt. Für den ESC 2024 hat sie folgende Mitglieder:
| - Bakel Walden, SRG SSR, Vorsitzender - Martin Österdahl, EBU, Executive Supervisor - Ebba Adielsson, SVT, Executive Producer - Rachel Ashdown, BBC - Felix Bergsson, RÚV (bis 20. März) - Ana María Bordas, RTVE | - Carla Bugalho, RTP - Claudio Fasulo, Rai - Simona Martorelli, Rai - Tomislav Štengl, HRT - Alexandra Wolfslast, NDR |

## Format

### Motto
Am 14. November 2023 gab die EBU bekannt, dass das Motto des Vorjahres United by Music ab 2024 dauerhaft bei jedem ESC zum Einsatz kommen werde.

### Postcards
Die Postcards, d. h. die Einspielfilme, die jeden Beitrag vorstellen, wurden 2024 nach einem neuen Konzept produziert. Die Teilnehmer sind nicht wie in den Vorjahren in ihren Heimatländern von einem professionellen Kamerateam gefilmt worden. Stattdessen haben die Künstler dieses Material selbst im Selfie-Modus mit einem Smartphone aufgenommen. Zusätzlich wird in den Postcards das jeweilige Teilnehmerland vorgestellt, indem einige frühere ESC-Beiträge aus diesem gezeigt werden.
| Land                   | Jahr | Vertreter(in) des Landes       | Song                           |
| ---------------------- | ---- | ------------------------------ | ------------------------------ |
| Albanien               | 2009 | Kejsi Tola                     | Carry Me in Your Dreams        |
| Albanien               | 2012 | Rona Nishliu                   | Suus                           |
| Armenien               | 2009 | Inga & Anusch                  | Jan Jan                        |
| Armenien               | 2022 | Rosa Linn                      | Snap                           |
| Aserbaidschan          | 2009 | Aysel & Arash                  | Always                         |
| Aserbaidschan          | 2011 | Ell & Nikki                    | Running Scared                 |
| Australien             | 2015 | Guy Sebastian                  | Tonight Again                  |
| Australien             | 2019 | Kate Miller-Heidke             | Zero Gravity                   |
| Belgien                | 1986 | Sandra Kim                     | J'aime la vie                  |
| Belgien                | 2015 | Loïc Nottet                    | Rhythm Inside                  |
| Dänemark               | 1988 | Hot Eyes                       | Ka' du se hva' jeg sa'?        |
| Dänemark               | 2000 | Olsen Brothers                 | Fly on the Wings of Love       |
| Deutschland            | 1994 | Mekado                         | Wir geben 'ne Party            |
| Deutschland            | 2010 | Lena                           | Satellite                      |
| Estland                | 2001 | Tanel Padar, Dave Benton & 2XL | Everybody                      |
| Estland                | 2009 | Urban Symphony                 | Rändajad                       |
| Finnland               | 1994 | CatCat                         | Bye Bye Baby                   |
| Finnland               | 2023 | Käärijä                        | Cha Cha Cha                    |
| Frankreich             | 1977 | Marie Myriam                   | L'Oiseau et I'Enfant           |
| Frankreich             | 2021 | Barbara Pravi                  | Voilà                          |
| Georgien               | 2007 | Sopo Chalwaschi                | Visionary Dream                |
| Georgien               | 2015 | Nina Sublatti                  | Warrior                        |
| Griechenland           | 1974 | Marinella                      | Krasi, thalasa kai t'agori mou |
| Griechenland           | 2005 | Helena Paparizou               | My Number One                  |
| Irland                 | 1987 | Johnny Logan                   | Hold Me Now                    |
| Irland                 | 2011 | Jedward                        | Lipstick                       |
| Island                 | 1986 | ICY                            | Gleðibekkur                    |
| Island                 | 2021 | Daði og Gagnamagnið            | 10 Years                       |
| Israel                 | 1991 | Duo Datz                       | Kan                            |
| Israel                 | 1998 | Dana International             | Diva                           |
| Italien                | 1987 | Umberto Tozzi & Raf            | Gente di mare                  |
| Italien                | 2021 | Måneskin                       | Zitti e buoni                  |
| Kroatien               | 1999 | Doris Dragović                 | Marija Magdalena               |
| Kroatien               | 2023 | Let 3                          | Mama ŠČ!                       |
| Lettland               | 2002 | Marie N                        | I Wanna                        |
| Lettland               | 2015 | Aminata                        | Love Injected                  |
| Litauen                | 2012 | Donny Montell                  | Love Is Blind                  |
| Litauen                | 2021 | The Roop                       | Discoteque                     |
| Luxemburg              | 1965 | France Gall                    | Poupée de cire, poupée de son  |
| Luxemburg              | 1988 | Lara Fabian                    | Croire                         |
| Malta                  | 1998 | Chiara                         | The One That I Love            |
| Malta                  | 2021 | Destiny                        | Je me casse                    |
| Moldau                 | 2005 | Zdob și Zdub                   | Bunica bate toba               |
| Moldau                 | 2010 | SunStroke Project & Olia Tira  | Run Away                       |
| Niederlande            | 1998 | Edsilia                        | Hemel en aarde                 |
| Niederlande            | 2019 | Duncan Laurence                | Arcade                         |
| Norwegen               | 1986 | Ketil Stokkan                  | Romeo                          |
| Norwegen               | 2009 | Alexander Rybak                | Fairytale                      |
| Österreich             | 2014 | Conchita Wurst                 | Rise Like a Phoenix            |
| Österreich             | 2018 | Cesár Sampson                  | Nobody But You                 |
| Polen                  | 1994 | Edyta Górniak                  | To nie ja!                     |
| Polen                  | 2014 | Donatan & Cleo                 | My Slowianie - We Are Slavic   |
| Portugal               | 1982 | Doce                           | Bem bom                        |
| Portugal               | 2017 | Salvador Sobral                | Amar pelos dois                |
| San Marino             | 2014 | Valentina Monetta              | Maybe                          |
| San Marino             | 2019 | Serhat                         | Say Na Na Na                   |
| Schweden               | 1983 | Carola                         | Främling                       |
| Schweden               | 2023 | Loreen                         | Tattoo                         |
| Schweiz                | 1988 | Céline Dion                    | Ne partez pas sans moi         |
| Schweiz                | 2021 | Gjon's Tears                   | Tout l'univers                 |
| Serbien                | 2007 | Marija Šerifović               | Molitva                        |
| Serbien                | 2022 | Konstrakta                     | In corpore sano                |
| Slowenien              | 2001 | Nuša Derenda                   | Energy                         |
| Slowenien              | 2019 | Zala Kralj & Gašper Šantl      | Sebi                           |
| Spanien                | 1968 | Massiel                        | La, la, la                     |
| Spanien                | 2022 | Chanel                         | SloMo                          |
| Tschechien             | 2018 | Mikolas Josef                  | Lie to Me                      |
| Tschechien             | 2022 | We Are Domi                    | Lights Off                     |
| Ukraine                | 2004 | Ruslana                        | Wild Dances                    |
| Ukraine                | 2021 | Go_A                           | SHUM                           |
| Vereinigtes Königreich | 1967 | Sandie Shaw                    | Puppet on a String             |
| Vereinigtes Königreich | 2022 | Sam Ryder                      | Space Man                      |
| Zypern                 | 1997 | Hara & Andreas Konstantinou    | Mana mou                       |
| Zypern                 | 2012 | Ivi Adamou                     | La La Love                     |

### Bühne

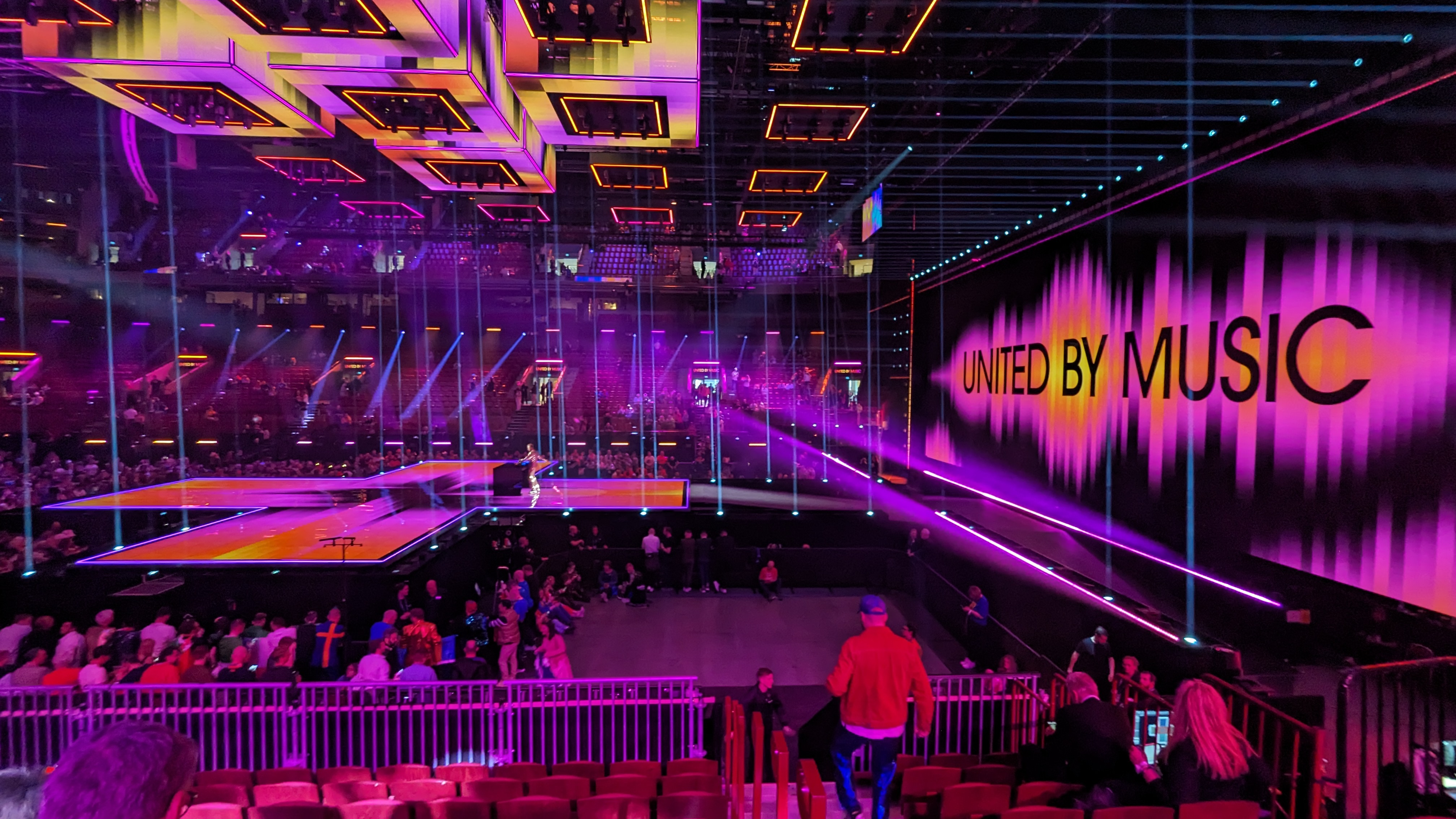

Das von Florian Wieder und Fredrik Stormby entworfene Bühnendesign wurde erstmals am 19. Dezember 2023 präsentiert. Es ist bereits das achte Mal, dass Wieder eine Bühne für den Eurovision Song Contest entworfen hat (zuletzt 2021 in Rotterdam). Die Bühne hat die Form eines Kreuzes und ist auf allen Seiten von Publikum umgeben. Über ihr hängen fünf große LED-Würfel.
Das Bühnenbild hat inklusive der Würfel und des Bühnenbodens 1000 Quadratmeter LED-Fläche, die mit Video bespielbar sind, sowie 2168 Lichter. An der Dachkonstruktion der Malmö Arena hängen 204 Tonnen Technik.

### Moderation
Am 5. Februar 2024 gab SVT bekannt, dass Petra Mede und Malin Åkerman die Shows moderieren werden. Mede führte bereits 2013 und 2016 durch den Wettbewerb.
Das Skript für die Moderatorinnen stammte wie bei diesen beiden ESCs vom schwedischen Kommentator Edward af Sillén, der bei den Moderationssequenzen auch Regie führte.

### Abstimmung

#### Votingsystem
Im Finale des ESC 2024 kommt weiterhin das 2016 eingeführte Votingsystem zum Einsatz, bei dem in jedem Teilnehmerland eine Jury und das Televoting jeweils einen Punktesatz von 1, 2, 3, 4, 5, 6, 7, 8, 10 und 12 Punkten verteilen.
In den Halbfinalen bleibt es wie im Vorjahr bei einem reinen Televoting.
Zusätzlich gibt es in allen drei Shows einen „Rest-of-the-world“-Punktesatz, der in einer Online-Abstimmung bestimmt wird, an der sich ausschließlich Zuschauer aus Nicht-Teilnehmerländern beteiligen dürfen.

#### Abstimmungsfenster
Am 11. März 2024 gaben SVT und die EBU bekannt, dass die Zuschauerabstimmung im Finale bereits vor dem ersten Auftritt geöffnet wird. Diese Regelung hatte es bereits 2010 und 2011 gegeben. Zusätzlich wird das im Vorjahr eingeführte „Rest-of-the-world“-Voting bereits 24 Stunden vor Beginn der Show geöffnet.

#### Überlegungen zu Reform des Juryvotings
Im Juni 2023 gab der norwegische Rundfunk NRK bekannt, dass man die Europäische Rundfunkunion gebeten habe, eine mögliche Reform des Juryvotings beim ESC zu prüfen. Anlass war, dass es nach dem Finale 2023 zu Diskussionen gekommen war, weil der finnische Teilnehmer Käärijä trotz großen Vorsprungs im Televoting nicht gewonnen hatte. Auch NRK habe entsprechende Beschwerden von Zuschauern erhalten.
Die Ende Oktober 2023 veröffentlichte öffentliche Version der Regeln des ESC 2024 legte das prozentuale Verhältnis zwischen Jury- und Televoting zunächst nicht fest. Anfang März 2024 erklärte die EBU gegenüber der norwegischen Nachrichtenagentur NTB, dass es beim 50:50-Verhältnis, das seit 2009 in Kraft ist, bleiben werde. Somit gelten für 2024 dieselben Regeln für das Juryvoting wie im Vorjahr.

#### Jurys
Die deutsche Jury bestand aus Ireen Sheer, Das Bo, WDR-Musikredakteurin Nicola Keute, Musikverleger Florian Schrödter und Sängerin Mona Meiller.
Die österreichische Jury bestand aus Pia Maria, FM4-Moderator Philipp Emberger, Sängerin Anna-Sophie (Heibl), Musiker Simon Lewis und Musikmanagerin Annemarie Treiber.
Die Schweizer Jury bestand aus Jamila (Singer-Songwriterin), Raphael Haldemann (Artists Manager), Laurence Desarzens (Culture Manager & Präsidentin Swiss Music Export), Tobias Carshey (Musiker & Vocalcoach) und Kety Fusco (Musikerin).

### Preview Partys
Bei den Preview Partys (dt.: Vorschau-Feiern) handelt es sich um privat organisierte Konzerte, bei denen Teilnehmer des ESC eingeladen werden, in den Wochen vor den Shows vor Publikum aufzutreten. Für 2024 fanden folgende dieser Veranstaltungen statt:
- 30. März: PrePartyES,  Madrid[34]
- 06. April: Barcelona Eurovision Party,  Barcelona[35]
- 07. April: London Eurovision Party,  London[36]
- 13. April: Eurovision in Concert,  Amsterdam[37]
- 14. April: Nordic Eurovision Party,  Stockholm[38]

Die Veranstaltung in Stockholm wurde 2024 erstmals organisiert.

## Teilnehmer

Länder, die 2024 am Finale teilnahmen
Länder, die sich nicht für das Finale qualifiziert haben
Länder, die vom Finale ausgeschlossen wurden
Länder, die in der Vergangenheit teilgenommen haben, jedoch nicht 2024

### Länder
Am ESC teilnahmeberechtigt sind alle aktiven Vollmitglieder der Europäischen Rundfunkunion (EBU).
Die Anmeldefrist lief bis zum 15. September 2023. Bis zum 11. Oktober hatten die Sender die Möglichkeit, sich ohne Vertragsstrafe wieder von der Teilnahme zurückzuziehen.
Am 5. Dezember 2023 veröffentlichte die EBU die Liste der Teilnehmerländer. Wie im Vorjahr nehmen 37 Länder am ESC teil.
Rumänien zog sich aus finanziellen Gründen vom ESC zurück, während Luxemburg erstmals seit 1993 am Wettbewerb teilnimmt und damit mit 30 Jahren einen neuen Rekord für die längste Abwesenheit vor einer erneuten Teilnahme aufstellt. Den bisherigen Rekord hielt Monaco mit 24 Jahren (1980 bis 2004).
Zum ersten Mal nehmen alle neun Nachbarländer Deutschlands (Dänemark, Polen, Tschechien, Österreich, Schweiz, Frankreich, Luxemburg, Belgien, Niederlande) im selben Jahr am ESC teil.
Folgende Länder nehmen 2024 nicht am ESC teil:

#### Absagen und daher keine Rückkehr zum ESC
| Land                    | Grund und Bemerkungen | letzte Teilnahme |
| ----------------------- | --- | ---------------- |
| Andorra                 | Am 21. August 2023 gab RTVA bekannt, dass man sich nach Evaluation aller Optionen entschieden habe, 2024 nicht am ESC teilzunehmen. Eine mögliche Rückkehr in der Zukunft schloss der Sender jedoch nicht aus. | 2009             |
| Bulgarien               | Bulgarien befand sich nicht auf der offiziellen Teilnehmerliste. BNT gab bei seiner Absage 2023 keine Gründe an. | 2022             |
| Bosnien und Herzegowina | Die bosnische Rundfunkanstalt BHRT steht seit 2016 aufgrund ausstehender Zahlungen (Ende des Jahres 2021 etwa 32 Millionen Euro) unter Sanktionen der EBU und ist deshalb von deren Programmen, darunter auch dem ESC, ausgeschlossen. Der Grund dieser Zahlungsunfähigkeit liegt darin, dass RTRS seit 2017 seiner gesetzlichen Pflicht nicht nachkommt, 50 % des Rundfunkbeitrags in der Republika Srpska an BHRT zu überweisen. Am 2. August 2023 gab BHRT bekannt, dass man nicht zum ESC zurückkehren werde. | 2016             |
| Monaco                  | Am 1. September 2023 nahm die neue öffentliche Rundfunkanstalt TVMonaco ihren Betrieb auf. Am 11. Oktober erklärte deren Chefredakteur, Frédéric Cauderlier, dass die Anmeldefristen für eine Teilnahme 2024 zu früh kämen. | 2006             |
| Montenegro              | Montenegro befand sich nicht auf der offiziellen Teilnehmerliste. 2023 nahm RTCG aus finanziellen Gründen nicht teil. | 2022             |
| Nordmazedonien          | Obwohl der Budgetentwurf von MRT für 2024 eine Teilnahme am ESC vorsah, befand Nordmazedonien sich nicht auf der offiziellen Teilnehmerliste. Der Sender begründete die Abwesenheit damit, dass man sich auf die Feierlichkeiten zu 80 Jahre Radio bzw. 60 Jahren Fernsehen in Nordmazedonien konzentrieren wolle. Man werde die Veranstaltung jedoch übertragen. | 2022             |
| Marokko                 | Marokko befand sich nicht auf der offiziellen Teilnehmerliste. | 1980             |
| Rumänien                | Der rumänische Sender Televiziunea Română (TVR) gab am 25. Januar 2024 bekannt, dass Rumänien aus Kostengründen nicht am Eurovision Song Contest 2024 teilnehmen werde. Zuvor hatte es lange Diskussionen und Unsicherheit innerhalb des Senders gegeben. Die EBU hatte TVR erlaubt, die Entscheidung über die Teilnahme bis weit über die Deadline und die Bekanntgabe der Teilnehmerliste herauszuzögern. | 2023             |
| Slowakei                | RTVS gab am 4. Juni 2023 bekannt, dass man aus finanziellen Gründen nicht am ESC 2024 teilnehmen werde. | 2012             |
| Türkei                  | Die Türkei befand sich nicht auf der offiziellen Teilnehmerliste. TRT begründet seine Abwesenheit seit 2012 mit Unzufriedenheit über die Big-5-Regel und die Wiedereinführung der Jurys. | 2012             |
| Ungarn                  | Ungarn befand sich nicht auf der offiziellen Teilnehmerliste. Die Duna gab keine Gründe für die Absage nach 2019 an. Regierungskritische Medien und Politiker warfen dem Sender vor, sich aufgrund von Homophobie vom ESC zurückgezogen zu haben, was dieser zurückwies. | 2019             |

#### Kein aktives EBU-Mitglied und daher keine Rückkehr zum ESC
| Land     | Grund und Bemerkungen | letzte Teilnahme |
| -------- | --- | ---------------- |
| Belarus  | Am 1. Juli 2021 suspendierte die EBU die Mitgliedschaft des belarussischen Staatsfernsehens BTRC aufgrund der politischen Situation im Land und der Instrumentalisierung des Senders durch die Regierung. Dadurch ist eine Teilnahme am ESC nicht möglich. | 2019 a           |
| Russland | Am 26. Mai 2022 wurden die russischen Staatssender Perwy kanal und WGTRK als Reaktion auf den Überfall auf die Ukraine von der EBU suspendiert. Eine Teilnahme am ESC ist somit ausgeschlossen.                                                            | 2021             |

#### Kein EBU-Mitglied und daher kein Debüt beim ESC
| Land          | Grund und Bemerkungen |
| ------------- | --- |
| Färöer        | Nach dem Auftritt des färöischen Sängers Reiley für Dänemark beim ESC 2023 und Forderungen nach einer eigenen Teilnahme gab Kringvarp Føroya (KVF) bekannt, dass man vor dem Sommer 2023 eine Mitgliedschaft in der EBU beantragen wolle. Dazu kam es jedoch nicht. Als autonomer Landesteil Dänemarks hätten die Färöer eine Ausnahmegenehmigung für eine Teilnahme am ESC gebraucht. Am 20. Februar gab der Geschäftsführer KVFs, Ivan Niclasen, bekannt, dass man nach wie vor eine EBU-Mitgliedschaft anstrebe. |
| Kosovo        | Am 11. Mai 2023 gab der Vorsitzende von Radio Televizioni i Kosovës (RTK) bekannt, dass der Sender weiterhin auf eine Mitgliedschaft in der EBU hinarbeite. Da der Kosovo kein Teil der Internationalen Fernmeldeunion (ITU) ist, ist dies jedoch nicht möglich. |
| Liechtenstein | Am 9. August 2022 erklärte die Geschäftsführerin von 1 FL TV, Sandra Woldt, dass man sich nicht mehr um eine EBU-Mitgliedschaft bemühen werde. Man wolle sich stattdessen auf die Berichterstattung im eigenen Land konzentrieren. |

### Kontroverse um Teilnahme Israels
Seit Ausbruch des Krieges in Israel und Gaza am 7. Oktober 2023 wurden Stimmen laut, dass Israel aufgrund seines militärischen Vorgehens im Gazastreifen von einer Teilnahme am Eurovision Song Contest ausgeschlossen werden solle. In Island, Finnland, Dänemark, Norwegen, Schweden, Irland, Spanien und Slowenien gab es Petitionen von Musikern gegen eine Teilnahme Israels. In einem Brief an den EBU-Generaldirektor Noel Curran sprachen sich mehrere Mitglieder des Europäischen Parlaments für einen Ausschluss aus.
Im Februar 2024 erklärte Curran in einem Statement, dass der ESC „eine unpolitische Musikveranstaltung“ sei und „kein Wettbewerb zwischen Regierungen“. Der israelische Rundfunk Kan erfülle alle Regeln und dürfe deshalb teilnehmen. Vergleiche mit dem Ausschluss Russlands vom ESC 2022 nach dem Überfall auf die Ukraine seien unangebracht, da das Verhältnis zwischen Rundfunk und Regierung in Israel ein völlig anderes sei.
Am 21. Februar 2024 berichteten israelische Medien, dass Kan das Lied October Rain für die Sängerin Eden Golan ausgewählt habe. Bei einer obligatorischen Überprüfung habe die EBU Passagen des Textes als zu politisch eingestuft (da sie in Verbindung mit dem Monat Oktober gesehen wurden, in dem der Terrorangriff auf Israel stattfand) und Kan um eine Änderung gebeten. Kan weigerte sich zunächst, diese vorzunehmen, und drohte mit einer Rücknahme der Teilnahme, falls die EBU den ursprünglichen Songtext nicht akzeptieren würde. Nachdem bekannt geworden war, dass auch ein zweites vorgeschlagenes Lied mit dem Titel Dance Forever aus denselben Gründen abgelehnt worden war, forderte der israelische Staatspräsident Jitzchak Herzog den Sender auf, die Texte der potentiellen Beiträge den Kriterien der EBU entsprechend abzuändern. October Rain erhielt daraufhin einen abgeänderten Text mit dem Titel Hurricane und wurde von der EBU akzeptiert.
Im Vorfeld des zweiten Halbfinales kam es am 9. Mai in Malmö zu einer Demonstration, bei der etwa 5.000 Menschen gegen die Teilnahme Israels am Wettbewerb protestierten. Sie forderten den Ausschluss des Landes von dem Musikwettbewerb. Unter den Demonstranten war auch die schwedische Klimaaktivistin Greta Thunberg. Für den Auftritt der israelischen Delegation um Sängerin Eden Golan galten erhöhte Sicherheitsvorkehrungen. Die Künstlerin erhielt im Vorfeld des Wettbewerbs Morddrohungen. Auch vor dem Finale am 11. Mai kam es vor dem Veranstaltungsort zu Demonstrationen. Es kam zu Festnahmen, auch Greta Thunberg wurde abgeführt.
Der Präsident des Zentralrats der Juden in Deutschland, Josef Schuster, kritisierte die Proteste und auch die Berichterstattung der ARD, deren Moderator die Antiterroroperation Israels in Gaza mit dem russischen Angriffskrieg gegen die Ukraine verglichen habe.
Der schwedische ESC-Teilnehmer von 2011 Eric Saade geriet in die Kritik, weil er entgegen dem Verbot politischer Symbolik im ESC-Wettbewerb bei seinem Auftritt im ersten Halbfinale ein Palästinensertuch um sein Handgelenk trug. Vor ihrem Halbfinalauftritt wurde Bambie Thug (Irland) vom Veranstalter aufgefordert, die in Ogham-Schrift auf die Haut geschriebenen Texte „Waffenstillstand“ und „Freiheit für Palästina“ durch andere Körperbemalung zu ersetzen. Während der Livekommentierung des Halbfinales fiel auf dem israelischen Fernsehsender Kan die Äußerung, Bambie Thug spräche „gerne negativ über Israel“. Auf Ersuchen der irischen Delegation betonte daraufhin die EBU in Gesprächen gegenüber Kan, „wie wichtig es ist, dass alle Kommentatoren alle am Wettbewerb teilnehmenden Künstler respektieren und sich an die Regeln und Vorschriften der Veranstaltung halten.“ Vor und nach der Übertragung des zweiten Halbfinales mit Israel auf dem belgischen Kanal VRT 1 blendete die TV-Gewerkschaft ACOD eine schwarze Protesttafel ein. Die portugiesische Sängerin Iolanda hatte im Finale ihre Fingernägel mit den schwarz-weißen Karos des Palästinensertuchs versehen. Statt dieses Finalauftritts wurde auf dem YouTube-Kanal „Eurovision Song Contest“ anders als bei den anderen Auftritten der Halbfinalauftritt Iolandas gezeigt. Nach einer Rückfrage des portugiesischen Rundfunks wurde das Video gegen ein Uhr morgens in der Finalnacht durch die Performance im Finale ersetzt.
Der Song Israels kam zu einem großen Teil durch die 323 Punkte aus den Zuschauervoten auf den fünften Platz. Neben teils besonders lautem Jubel von Teilen des Publikums in der Halle wurden die Auftritte Eden Golans in den Shows auch von Buhrufen bei anderen Teilen des Livepublikums, insbesondere auf den Oberrängen, begleitet.

### Ausschluss der Niederlande vom Finale
Am 10. Mai 2024 wurde der niederländische Künstler Joost Klein von den am gleichen Tag stattfindenden Generalproben ausgeschlossen – die zweite Generalprobe war gleichzeitig das Jury-Finale, bei welchem stattdessen sein Auftritt im zweiten Halbfinale gezeigt wurde. Die Jurys konnten für die Niederlande abstimmen. Die Europäische Rundfunkunion untersuchte einen Vorfall vom späten Abend zuvor, bei dem Klein eine TV-Mitarbeiterin bedroht haben soll. Die niederländische Rundfunkgesellschaft AVROTROS gab an, diese habe Klein trotz Vereinbarungen und seiner Bitte, nicht gefilmt zu werden, gefilmt. Klein wurde nach einem Strafantrag von der Polizei einvernommen. Der Beginn des „Rest-of-the-World“-Votings wurde aufgrund der Untersuchung verschoben und begann nicht wie geplant um 00:00 Uhr MESZ am 11. Mai 2024. Auch auf der Pressekonferenz der Gewinner des zweiten Halbfinales am Vorabend war Joost aufgefallen, als er die Antworten der israelischen Teilnehmerin Eden Golan störte.
Am 11. Mai 2024 zur Mittagszeit gab die Europäische Rundfunkunion bekannt, Joost Klein vom Eurovision Song Contest ausgeschlossen zu haben. Die Niederlande blieben jedoch für das Finale stimmberechtigt. AVROTROS bezeichnete die Disqualifikation Kleins als sehr hart und unverhältnismäßig und kündigte an, dass Punktesprecherin Nikkie de Jager die Punkte der niederländischen Jury nicht vergeben werde. Stattdessen wurden die Punkte vom ESC-Produzenten Martin Österdahl verkündet. Österdahls Auftritte während des Finales wurden von Teilen des Livepublikums mit Buhrufen quittiert.
Am 12. August teilte die zuständige schwedische Behörde mit, dass die Ermittlungen eingestellt wurden, da keine kriminelle Handlung nachgewiesen werden konnte. Trotzdessen teilte die EBU mit, dass sie zu der Disqualifikation weiterhin stehe.

### Wiederkehrende Interpreten
Folgende Interpreten nehmen 2024 zum wiederholten Male am ESC teil:
| Land   | Interpret     | Vorheriges Teilnahmejahr     |
| ------ | ------------- | ---------------------------- |
| Island | Hera Björk    | 2010                         |
| Island | Hera Björk    | Begleitung: 2008, 2009, 2015 |
| Moldau | Natalia Barbu | 2007                         |

Zusätzlich nahm eine Vielzahl ehemaliger ESC-Teilnehmer an der nationalen Vorentscheidung ihres Landes teil. Dazu gehören Ricchi e Poveri (1978), Benedicte Adrian (1984), Moira Stafrace (1994), Jalisse (1997, in San Marino), Max Mutzke (2004), Laura (2005, 2017), Andrius Pojavis (2013), Margaret Berger (2013), Basim (2014), Emma (2014), Vilija Matačiūnaitė (2014), Il Volo (2015), Agnese Rakovska (2017), Mélovin (2018), KEiiNO (2019), Mahmood (2019, 2022), Damir Kedžo (2020), Diodato (2020), The Roop (2020, 2021), Konstrakta (2022) und Let 3 (2023).

## Nationale Vorentscheidungen

### Deutschsprachige Länder

#### Belgien
Für die belgische Teilnahme zeichnet 2024 turnusgemäß der öffentlich-rechtliche Rundfunk der Französischen Gemeinschaft RTBF verantwortlich. Dieser wählt seinen Beitrag wie in jedem Jahr seit 2013 intern aus.
Am 30. August 2023 wurde Mustii als belgischer Vertreter vorgestellt. Sein Lied Before the Party’s Over für den ESC wurde am 20. Februar 2024 veröffentlicht.

#### Deutschland
Innerhalb der ARD trägt wie in jedem Jahr seit 1996 der NDR die Verantwortung für die Organisation der deutschen Teilnahme.
Die deutsche Vorentscheidung fand am 16. Februar 2024 unter dem Titel Eurovision Song Contest – Das deutsche Finale 2024 in Berlin statt. Sie wurde von Isaak mit dem Song Always on the Run gewonnen.

#### Luxemburg
Der luxemburgische Beitrag wurde am 27. Januar 2024 im Rahmen der nationalen Vorentscheidungsshow Luxembourg Song Contest in der Rockhal in Esch an der Alzette ausgewählt. Gewinnerin der Vorentscheidung wurde Tali Golergant mit dem Song Fighter.

#### Österreich
Der ORF wählt seinen Beitrag wie in jedem Jahr seit 2017 intern aus.
Am 22. Juli 2023 gab es einen öffentlichen Aufruf, Beiträge einzureichen. Insgesamt kamen durch den Aufruf sowie durch direkte Anfragen an Künstler 60 Bewerbungen zustande. Die zuständige Redaktion um Eberhard Forcher wählte aus diesen Bewerbungen 14 Acts aus, die live im ORF-Zentrum vor einer 25-köpfigen Expertenjury sowie sechs zugeschalteten Fanclubs auftraten, unter denen dann eine Abstimmung durchgeführt wurde. Auf Grundlage dieser Abstimmung entschied die ORF-Programmdirektorin Stefanie Groiss-Horowitz, wer Österreich in Malmö vertritt.
Am 16. Januar 2024 wurde Kaleen als österreichische Vertreterin vorgestellt. Ihr Song We Will Rave wurde am 1. März veröffentlicht.

#### Schweiz
Die SRG SSR unter Federführung des SRF wählte ihren Beitrag in einem mehrstufigen internen Auswahlverfahren mit mehreren Publikums- und Fachjurys, das bereits seit 2019 zum Einsatz kommt. Der Zeitraum zur Einreichung von Bewerbungen dauerte vom 10. bis zum 24. August 2023.
Am 29. Februar 2024 wurde The Code von Nemo als Schweizer Beitrag veröffentlicht.

### Andere Länder
| Land                   | Sender    | Nationale Vorentscheidung            |
| ---------------------- | --------- | ------------------------------------ |
| Albanien               | RTSH      | Festivali i Këngës 2023              |
| Armenien               | ARMTV     | interne Auswahl                      |
| Aserbaidschan          | İTV       | interne Auswahl                      |
| Australien             | SBS       | interne Auswahl                      |
| Dänemark               | DR        | Dansk Melodi Grand Prix 2024         |
| Estland                | ERR       | Eesti Laul 2024                      |
| Finnland               | Yle       | Uuden Musiikin Kilpailu 2024         |
| Frankreich             | France TV | interne Auswahl                      |
| Georgien               | GPB       | interne Auswahl                      |
| Griechenland           | ERT       | interne Auswahl                      |
| Irland                 | RTÉ       | Eurosong 2024 Late Late Show Special |
| Island                 | RÚV       | Söngvakeppnin 2024                   |
| Israel                 | Kan       | HaKokhav HaBa 2024 (Interpretin)     |
| Israel                 | Kan       | interne Auswahl (Lied)               |
| Italien                | Rai       | Sanremo-Festival 2024                |
| Kroatien               | HRT       | Dora 2024                            |
| Lettland               | LTV       | Supernova 2024                       |
| Litauen                | LRT       | Eurovizija.LT                        |
| Malta                  | PBS       | Malta Eurovision Song Contest 2024   |
| Moldau                 | TRM       | Etapa Națională 2024                 |
| Niederlande            | AVROTROS  | interne Auswahl                      |
| Norwegen               | NRK       | Melodi Grand Prix 2024               |
| Polen                  | TVP       | interne Auswahl                      |
| Portugal               | RTP       | Festival da Canção 2024              |
| San Marino             | SMRTV     | Una voce per San Marino 2024         |
| Schweden               | SVT       | Melodifestivalen 2024                |
| Serbien                | RTS       | Pesma za Evroviziju 2024             |
| Slowenien              | RTV SLO   | interne Auswahl                      |
| Spanien                | RTVE      | Benidorm Fest 2024                   |
| Tschechien             | ČT        | Eurovision Song CZ 2024              |
| Ukraine                | UA:PBC    | Widbir 2024                          |
| Vereinigtes Königreich | BBC       | interne Auswahl                      |
| Zypern                 | CyBC      | interne Auswahl                      |

#### Debatte um den zyprischen Vorentscheid
Im Mai 2023 gab der zyprische Sender Cyprus Broadcasting Corporation (CyBC) bekannt, dass er in Zusammenarbeit mit dem griechischen Privatsender Star TV die fünfte Staffel der Talentshow Fame Story produzieren werde und in dieser seinen Teilnehmer für den ESC 2024 auswählen wolle. Das Finale der Show war für Dezember 2023 angesetzt.
Ende Juli reichte der griechische öffentlich-rechtliche Sender Elliniki Radiofonia Tileorasi (ERT) Beschwerde gegen diese Zusammenarbeit ein. Als Begründung führte ERT an, dass CyBC gegen die Regularien der Europäischen Rundfunkunion verstoße, da die Sendung in Griechenland produziert und ausgestrahlt werden sollte. In der darauffolgenden Woche berichteten griechische Medien, dass die EBU die Regeln des ESC auf Ersuchen von ERT geändert und dahingehend präzisiert hatte, dass nationale Vorentscheidungen die „Exklusivität der Rechte“ anderer Teilnehmersender nicht verletzten dürften und dass eine Organisation durch „Subunternehmer“ nur mit Erlaubnis der EBU gestattet sei. Daraufhin kündigte CyBC an, die Zusammenarbeit mit Star TV nicht weiter zu verfolgen. Man wählte den Interpreten stattdessen intern aus.

#### Absage des slowenischen Vorentscheids
Am 17. Oktober 2023 gab Radiotelevizija Slovenija (RTVSLO) bekannt, dass unter dem Titel Misija Malmö ein nationaler Vorentscheid abgehalten werden solle. Dieser wurde jedoch ohne Angabe von Gründen vom Sender abgesagt und durch eine interne Auswahl ersetzt. Nachdem die slowenische Antikorruptionsbehörde Ermittlungen bezüglich des unklaren Auswahlverfahrens aufgenommen hatte, trat der Unterhaltungschef von RTVSLO, Vanja Vardjan, zurück.

## Halbfinale
Am 11. März gaben SVT und die EBU bekannt, dass 2024 die Beiträge der für das Finale vorqualifizierten Länder erstmals in voller Länge in den Halbfinalen aufgeführt werden. Diese Auftritte finden zwischen denen der Halbfinal-Beiträge statt.

### Auslosung

Teilnehmer des 1. Halbfinales
Stimmberechtigte Staaten im 1. Halbfinale
Teilnehmer des 2. Halbfinales
Stimmberechtigte Staaten im 2. Halbfinale

Die Aufteilung der 31 an diesen teilnehmenden Länder auf die beiden Halbfinale wurde am 30. Januar 2024 in einer öffentlichen Zeremonie in Malmö von den Moderatorinnen Farah Abadi und Pernilla Månsson Colt unter Aufsicht der zuständigen EBU-Funktionäre ausgelost.
Die Auslosung der Länder erfolgte aus fünf Lostöpfen, die nach dem Abstimmungsmuster der letzten 20 Jahre eingeteilt wurden, um sogenanntes „Nachbarschaftsvoting“ zu vermeiden:
| Topf 1                                                             | Topf 2                                                           | Topf 3                                                                        | Topf 4                                                           | Topf 5                                                            |
| ------------------------------------------------------------------ | ---------------------------------------------------------------- | ----------------------------------------------------------------------------- | ---------------------------------------------------------------- | ----------------------------------------------------------------- |
| - Albanien - Kroatien - Österreich - Schweiz - Serbien - Slowenien | - Australien - Dänemark - Estland - Finnland - Island - Norwegen | - Armenien - Aserbaidschan - Georgien - Israel - Lettland - Litauen - Ukraine | - Griechenland - Irland - Malta - Portugal - San Marino - Zypern | - Belgien - Luxemburg - Moldau - Niederlande - Polen - Tschechien |

Aufgrund des Gedenktages Jom haScho’a beantragte der israelische Rundfunk Kan, im zweiten Halbfinale antreten zu dürfen. Diesem Wunsch gab die EBU statt.
Zusätzlich wurde ausgelost, in welcher Hälfte der Show die Teilnehmer in ihrem jeweiligen Halbfinale auftreten und in welchem der beiden Halbfinale die für das Finale vorqualifizierten Big-Five-Länder Deutschland, Frankreich, Italien, Spanien und das Vereinigte Königreich sowie Gastgeber Schweden auftreten und stimmberechtigt sind.

### Erstes Halbfinale
Das erste Halbfinale fand am 7. Mai 2024 um 21:00 Uhr (MESZ) statt. Das Vereinigte Königreich (nach Irland), Deutschland (nach Island) und Schweden (nach Moldau) traten in diesem Halbfinale auf und waren abstimmungsberechtigt.
Die Show wurde von Eleni Foureira, Eric Saade und Chanel Terrero eröffnet, die ihre ESC-Beiträge sangen. Als Pausenfüller während der Abstimmung traten Benjamin Ingrosso mit einem Medley seiner Songs sowie Johnny Logan mit Euphoria auf.
Die Startreihenfolge wurde von dem Wettbewerbsproduzenten Christer Björkman im Vorfeld festgelegt, wobei jedes Land zuvor eine Starthälfte zugelost bekommen hatte.
| Platz | Startnr. | Land          | Interpret                   | Lied Musik (M) und Text (T) | Sprache                     | Übersetzung (inoffiziell) | Punkte |
| ----- | -------- | ------------- | --------------------------- | --- | --------------------------- | ------------------------- | ------ |
| 01.   | 07       | Kroatien      | Baby Lasagna                | Rim tim tagi dim M/T: Marko Purišić | Englisch                    | –                         | 177    |
| 02.   | 05       | Ukraine       | Alyona Alyona & Jerry Heil  | Teresa & Maria M/T: Aljona Sawranenko, Anton Tschilibi, Jana Schemajewa, Iwan Klymenko                                                                | Ukrainisch, Englisch        | Teresa & Maria            | 173    |
| 03.   | 04       | Irland        | Bambie Thug                 | Doomsday Blue M/T: Bambie Ray Robinson, Olivia Cassy Brooking, Sam Matlock, Tyler Ryder                                                               | Englisch                    | Weltuntergangsblau        | 124    |
| 04.   | 03       | Litauen       | Silvester Belt              | Luktelk M/T: Džesika Šyvokaitė, Elena Jurgaitytė, Silvestras Beltė                                                                                    | Litauisch                   | Warte                     | 119    |
| 05.   | 15       | Luxemburg     | Tali                        | Fighter M: Dario Faini, Manon Romiti, Ana Zimmer; T: Manon Romiti, Silvio Lisbonne, Ana Zimmer                                                        | Französisch, Englisch       | Kämpferin                 | 117    |
| 06.   | 01       | Zypern        | Silia Kapsis                | Liar M: Dimitris Kontopoulos; T: Elke Tiel | Englisch                    | Lügner                    | 067    |
| 07.   | 10       | Finnland      | Windows95man                | No Rules! M/T: Henri Piispanen, Jussi Roine, Teemu Keisteri                                                                                           | Englisch                    | Keine Regeln!             | 059    |
| 08.   | 14       | Portugal      | Iolanda                     | Grito M: Alberto Hernández, Iolanda Costa; T: Iolanda Costa                                                                                           | Portugiesisch               | Schrei                    | 058    |
| 09.   | 09       | Slowenien     | Raiven                      | Veronika M: Martin Bezjak, Sara Briški Cirman, Bojan Cvjetićanin, Danilo Kapel, Peter Khoo; T: Sara Briški Cirman, Bojan Cvjetićanin, Klavdija Kopina | Slowenisch                  | Veronika                  | 051    |
| 10.   | 02       | Serbien       | Teya Dora                   | Ramonda (Рамонда) M: Teodora Pavlovska, Luka Jovanović; T: Teodora Pavlovska, Andrijano Kadović                                                       | Serbisch                    | (Nathalia-)Felsenteller   | 047    |
| 11.   | 13       | Australien    | Electric Fields             | One Milkali (One Blood) M/T: Zaachariaha Fielding, Michael Ross                                                                                       | Englisch, Yankunytjatjara   | Ein Blut                  | 041    |
| 12.   | 06       | Polen         | Luna                        | The Tower M/T: Paul Dixon, Aleksandra Wielgomas, Max Cooke                                                                                            | Englisch                    | Der Turm                  | 035    |
| 13.   | 11       | Moldau        | Natalia Barbu               | In the Middle M: Natalia Barbu; T: Natalia Barbu, Khris Richards                                                                                      | Englisch                    | In der Mitte              | 020    |
| 14.   | 12       | Aserbaidschan | Fahree feat. İlkin Dövlətov | Özünlə apar M: Edqar Ravinov, Fəxri İsmayılov, Həsən Haydər, Tamila Rzayeva; T: Fəxri İsmayılov, Madina Salih                                         | Englisch, Aserbaidschanisch | Nimm mich mit             | 011    |
| 15.   | 08       | Island        | Hera Björk                  | Scared of Heights M/T: Ásdís María Viðarsdóttir, Michael Burek, Jaro Omar, Ferras Alqaisi                                                             | Englisch                    | Höhenangst                | 003    |

### Punktetafel erstes Halbfinale
| Abstimmungsergebnis | Abstimmungsergebnis | Abstimmungsergebnis | Abstimmungsergebnis | Abstimmungsergebnis | Abstimmungsergebnis | Abstimmungsergebnis | Abstimmungsergebnis | Abstimmungsergebnis | Abstimmungsergebnis | Abstimmungsergebnis | Abstimmungsergebnis | Abstimmungsergebnis | Abstimmungsergebnis | Abstimmungsergebnis | Abstimmungsergebnis | Abstimmungsergebnis | Abstimmungsergebnis | Abstimmungsergebnis | Abstimmungsergebnis | Abstimmungsergebnis | Abstimmungsergebnis | Abstimmungsergebnis | Abstimmungsergebnis |
| Startnr.            | Land                | Platz               | Punkte              | AZ                  | AU                  | DE                  | FI                  | IE                  | IS                  | HR                  | LT                  | LU                  | MD                  | PL                  | PT                  | SE                  | RS                  | SI                  | UA                  | UK                  | CY                  | WO                  | Votings             |
| ------------------- | ------------------- | ------------------- | ------------------- | ------------------- | ------------------- | ------------------- | ------------------- | ------------------- | ------------------- | ------------------- | ------------------- | ------------------- | ------------------- | ------------------- | ------------------- | ------------------- | ------------------- | ------------------- | ------------------- | ------------------- | ------------------- | ------------------- | ------------------- |
| 01                  | Zypern              | 06.                 | 067                 | 12                  | 7                   | –                   | 2                   | 1                   | 4                   | 4                   | –                   | 4                   | 12                  | –                   | 8                   | 1                   | 4                   | 7                   | –                   | 1                   |                     | –                   | 13                  |
| 02                  | Serbien             | 10.                 | 047                 | 5                   | –                   | 5                   | –                   | –                   | –                   | 12                  | –                   | 5                   | –                   | –                   | 1                   | –                   |                     | 10                  | –                   | –                   | 5                   | 4                   | 08                  |
| 03                  | Litauen             | 04.                 | 119                 | 3                   | 6                   | 8                   | 7                   | 12                  | 7                   | 3                   |                     | 10                  | 2                   | 7                   | 4                   | 5                   | 2                   | 6                   | 10                  | 12                  | 10                  | 5                   | 18                  |
| 04                  | Irland              | 03.                 | 124                 | 6                   | 10                  | 6                   | 8                   |                     | 3                   | 6                   | 8                   | 6                   | 5                   | 8                   | 7                   | 6                   | 7                   | 4                   | 8                   | 10                  | 6                   | 10                  | 18                  |
| 05                  | Ukraine             | 02.                 | 173                 | 10                  | 8                   | 10                  | 10                  | 8                   | 10                  | 8                   | 12                  | 8                   | 10                  | 12                  | 12                  | 10                  | 6                   | 8                   |                     | 7                   | 12                  | 12                  | 18                  |
| 06                  | Polen               | 12.                 | 035                 | –                   | 1                   | 2                   | –                   | 7                   | 8                   | –                   | 4                   | –                   | –                   |                     | –                   | 3                   | –                   | 1                   | 3                   | 6                   | –                   | –                   | 09                  |
| 07                  | Kroatien            | 01.                 | 177                 | 7                   | 12                  | 12                  | 12                  | 10                  | 12                  |                     | 10                  | 7                   | 8                   | 10                  | 6                   | 12                  | 12                  | 12                  | 12                  | 8                   | 7                   | 8                   | 18                  |
| 08                  | Island              | 15.                 | 003                 | –                   | –                   | –                   | –                   | –                   |                     | –                   | –                   | –                   | –                   | –                   | –                   | 2                   | –                   | –                   | –                   | –                   | 1                   | –                   | 02                  |
| 09                  | Slowenien           | 09.                 | 051                 | 1                   | 3                   | –                   | 3                   | –                   | –                   | 10                  | 3                   | 1                   | 4                   | 4                   | 3                   | –                   | 10                  |                     | –                   | –                   | 2                   | 7                   | 12                  |
| 10                  | Finnland            | 07.                 | 059                 | –                   | 5                   | 3                   |                     | 5                   | 6                   | 5                   | 6                   | 2                   | –                   | 5                   | –                   | 8                   | –                   | 3                   | 6                   | 4                   | –                   | 1                   | 13                  |
| 11                  | Moldau              | 13.                 | 020                 | 2                   | –                   | –                   | –                   | 2                   | –                   | 1                   | –                   | –                   |                     | –                   | 5                   | –                   | 3                   | –                   | 4                   | –                   | 3                   | –                   | 07                  |
| 12                  | Aserbaidschan       | 14.                 | 011                 |                     | –                   | –                   | 1                   | –                   | –                   | –                   | 1                   | –                   | 6                   | 1                   | –                   | –                   | 1                   | –                   | 1                   | –                   | –                   | –                   | 06                  |
| 13                  | Australien          | 11.                 | 041                 | –                   |                     | 4                   | 5                   | 4                   | 2                   | –                   | 2                   | 3                   | 1                   | 2                   | 2                   | 4                   | –                   | –                   | 5                   | 5                   | –                   | 2                   | 13                  |
| 14                  | Portugal            | 08.                 | 058                 | 4                   | 2                   | 1                   | 4                   | 3                   | 1                   | 2                   | 5                   | 12                  | 3                   | 3                   |                     | –                   | 5                   | 2                   | 2                   | 2                   | 4                   | 3                   | 17                  |
| 15                  | Luxemburg           | 05.                 | 117                 | 8                   | 4                   | 7                   | 6                   | 6                   | 5                   | 7                   | 7                   |                     | 7                   | 6                   | 10                  | 7                   | 8                   | 5                   | 7                   | 3                   | 8                   | 6                   | 18                  |

- Die wenigsten Gesamt-Votings:  Island – 2
- Die wenigsten Gesamt-Punkte:  Island – 3
- Die meisten Gesamt-Votings:  Irland,  Kroatien,  Litauen,  Luxemburg,  Ukraine – 18
- Die meisten Gesamt-Punkte:  Kroatien – 177

#### Statistik der Zwölf-Punkte-Vergabe (Erstes Halbfinale)
| Anzahl | Land     | erhalten von                                                                     |
| ------ | -------- | -------------------------------------------------------------------------------- |
| 8      | Kroatien | Australien, Deutschland, Finnland, Island, Serbien, Schweden, Slowenien, Ukraine |
| 5      | Ukraine  | Zypern, Litauen, Polen, Portugal, Rest der Welt                                  |
| 2      | Litauen  | Vereinigtes Königreich, Irland                                                   |
| 2      | Zypern   | Aserbaidschan, Moldau                                                            |
| 1      | Portugal | Luxemburg                                                                        |
| 1      | Serbien  | Kroatien                                                                         |

### Zweites Halbfinale
Das zweite Halbfinale fand am 9. Mai 2024 um 21:00 Uhr (MESZ) statt. Frankreich (nach Tschechien), Spanien (nach Lettland) und Italien (nach Estland) traten in diesem Halbfinale auf und waren abstimmungsberechtigt.
Als Pausenfüller während der Abstimmung traten Charlotte Perrelli, Sertab Erener und Elena Paparizou mit einem Singalong ihrer ESC-Siegertitel auf. Zusätzlich trat Petra Mede mit Perelli und Sarah Dawn Finer (in ihrer Rolle als EBU-Sprecherin Lynda Woodruff) mit der Revuenummer We Just Love Eurovision Too Much auf, in deren Rahmen der Vorjahreszweite Käärijä seinen Song Cha Cha Cha sang. Nach der Verkündung der Qualifikanten traten die Herrey’s mit ihrem Siegertitel Diggi-loo Diggi-ley auf.
Die Startreihenfolge wurde vom Wettbewerbsproduzenten Christer Björkman im Vorfeld festgelegt, wobei jedes Land zuvor eine Starthälfte zugelost bekommen hatte.
| Platz | Startnr. | Land         | Interpret                    | Lied Musik (M) und Text (T) | Sprache                 | Übersetzung (inoffiziell)                    | Punkte |
| ----- | -------- | ------------ | ---------------------------- | --- | ----------------------- | -------------------------------------------- | ------ |
| 01.   | 14       | Israel       | Eden Golan עדן גולן          | Hurricane M/T: Keren Peles, Avi Ohayon, Stav Beger | Englisch, Hebräisch     | Hurrikan                                     | 194    |
| 02.   | 16       | Niederlande  | Joost Klein                  | Europapa M/T: Donny Ellerström, Dylan van Dael, Joost Klein, Paul Elstak, Teun de Kruif, Thijmen Melissant, Tim Haars                                            | Niederländisch b        | –                                            | 182    |
| 03.   | 08       | Armenien     | Ladaniva Լադանիվա            | Jako (Ժակո) M: Jaklin Baghdassarjan, Louis Thomas, Audrey Leclercq; T: Jaklin Baghdassarjan, Louis Thomas                                                        | Armenisch               | (Spitzname der Sängerin)                     | 137    |
| 04.   | 04       | Schweiz      | Nemo                         | The Code M/T: Benjamin Alasu, Lasse Midtsian Nymann, Linda Dale, Nemo Mettler                                                                                    | Englisch                | Der Code                                     | 132    |
| 05.   | 03       | Griechenland | Marina Satti Μαρίνα Σάττι    | Zári (Ζάρι) M/T: Jordan Palmer, Jay Lewitt Stolar, Marina Satti, OGE, Konstantin Plamenov Beshkov, Nick Kodonas, Gino Borri, Vlospa, Solmeister                  | Griechisch c            | Spielwürfel                                  | 086    |
| 06.   | 13       | Estland      | 5miinust x Puuluup           | (Nendest) narkootikumidest ei tea me (küll) midagi M/T: Karl Kivastik, Kristjan Jakobson, Priit Tomson, Mihkel Tamm, Marko Veisson, Ramo Teder, Kim Wennerström  | Estnisch                | Über (diese) Drogen wissen wir (doch) nichts | 079    |
| 07.   | 09       | Lettland     | Dons                         | Hollow M/T: Artūrs Šingirejs, Kate Northrop, Liam Geddes | Englisch                | Hohl                                         | 072    |
| 08.   | 11       | Georgien     | Nuza Busaladse ნუცა ბუზალაძე | Firefighter M/T: Darko Dimitrov, Ada Satka | Englisch                | Feuerwehrfrau                                | 054    |
| 09.   | 06       | Österreich   | Kaleen                       | We Will Rave M/T: Anderz Wrethov, Jimmy Thörnfeldt, Julie Aagaard, Thomas Stengaard                                                                              | Englisch                | Wir werden raven                             | 046    |
| 10.   | 15       | Norwegen     | Gåte                         | Ulveham M/T: Sveinung Eklo Sundli, Ronny Graff Janssen, Marit Jensen Lillebuen, Gunnhild Sundli, Magnus Børmark, Jon Even Schärer                                | Norwegisch              | Wolfshaut                                    | 043    |
| 11.   | 05       | Tschechien   | Aiko                         | Pedestal M/T: Alena Shirmanova-Kostebelova, Steven Ansell | Englisch                | Podest                                       | 038    |
| 12.   | 07       | Dänemark     | Saba                         | Sand M/T: Melanie Wehbe, Jonas Thander, Pil Kalinka Jeppesen | Englisch                | Sand                                         | 036    |
| 13.   | 12       | Belgien      | Mustii                       | Before the Party’s Over M: Thomas Mustin, Pierre Dumoulin, Benoit Leclerq; T: Thomas Mustin, Arianna D’Amato, Charlotte Clark, Nina Sampermans                   | Englisch                | Bevor die Party vorbei ist                   | 018    |
| 14.   | 10       | San Marino   | Megara                       | 11:11 M/T: Isra Ramos Solomando, Roberto la Lueta Ruiz, Sara Jiménez Moral                                                                                       | Spanisch, Italienisch d | –                                            | 016    |
| 15.   | 02       | Albanien     | Besa                         | Titan M: Kledi Bahiti, Besa Kokëdhima, Gia Koka, Alias Lj; T: Gia Koka                                                                                           | Englisch                | Titan                                        | 014    |
| 16.   | 01       | Malta        | Sarah Bonnici                | Loop M/T: John Emil Johansson, Kevin Lee, Joy Deb, Leire Gotxi Angel, Linnea Deb, Matthew James Borg, Michael Joe Cini, Sarah Bonnici, Sebastian Pritchard-James | Englisch                | Dauerschleife                                | 013    |

### Punktetafel zweites Halbfinale
| Abstimmungsergebnis | Abstimmungsergebnis | Abstimmungsergebnis | Abstimmungsergebnis | Abstimmungsergebnis | Abstimmungsergebnis | Abstimmungsergebnis | Abstimmungsergebnis | Abstimmungsergebnis | Abstimmungsergebnis | Abstimmungsergebnis | Abstimmungsergebnis | Abstimmungsergebnis | Abstimmungsergebnis | Abstimmungsergebnis | Abstimmungsergebnis | Abstimmungsergebnis | Abstimmungsergebnis | Abstimmungsergebnis | Abstimmungsergebnis | Abstimmungsergebnis | Abstimmungsergebnis | Abstimmungsergebnis | Abstimmungsergebnis | Abstimmungsergebnis |
| Startnr.            | Land                | Platz               | Punkte              | AL                  | AM                  | BE                  | DK                  | EE                  | FR                  | GE                  | GR                  | IL                  | IT                  | LV                  | MT                  | NL                  | NO                  | AT                  | SM                  | CH                  | ES                  | CZ                  | WO                  | Votings             |
| ------------------- | ------------------- | ------------------- | ------------------- | ------------------- | ------------------- | ------------------- | ------------------- | ------------------- | ------------------- | ------------------- | ------------------- | ------------------- | ------------------- | ------------------- | ------------------- | ------------------- | ------------------- | ------------------- | ------------------- | ------------------- | ------------------- | ------------------- | ------------------- | ------------------- |
| 01                  | Malta               | 16.                 | 013                 | –                   | 5                   | –                   | –                   | –                   | 1                   | –                   | 3                   | –                   | –                   | –                   |                     | –                   | –                   | –                   | 4                   | –                   | –                   | –                   | –                   | 04                  |
| 02                  | Albanien            | 15.                 | 014                 |                     | –                   | –                   | –                   | –                   | –                   | –                   | 5                   | –                   | 4                   | –                   | –                   | –                   | –                   | –                   | 2                   | 3                   | –                   | –                   | –                   | 04                  |
| 03                  | Griechenland        | 05.                 | 086                 | 8                   | 12                  | 8                   | 2                   | –                   | 4                   | 6                   |                     | 3                   | 6                   | –                   | 6                   | 6                   | 1                   | 2                   | –                   | 8                   | 5                   | 4                   | 5                   | 16                  |
| 04                  | Schweiz             | 04.                 | 132                 | 5                   | 7                   | 7                   | 6                   | 7                   | 8                   | 5                   | 7                   | 4                   | 8                   | 7                   | 8                   | 8                   | 7                   | 8                   | 12                  |                     | 4                   | 8                   | 6                   | 19                  |
| 05                  | Tschechien          | 11.                 | 038                 | –                   | 1                   | –                   | 1                   | 2                   | –                   | 4                   | –                   | 5                   | 2                   | 3                   | 2                   | 1                   | 3                   | 5                   | 6                   | –                   | 2                   |                     | 1                   | 14                  |
| 06                  | Österreich          | 09.                 | 046                 | 4                   | 4                   | 1                   | 3                   | 3                   | –                   | 1                   | 4                   | 8                   | –                   | 2                   | 3                   | 2                   | 2                   |                     | –                   | 4                   | 3                   | 2                   | –                   | 15                  |
| 07                  | Dänemark            | 12.                 | 036                 | –                   | 3                   | –                   |                     | 5                   | –                   | –                   | –                   | 1                   | –                   | 4                   | 1                   | –                   | 10                  | 3                   | 7                   | 2                   | –                   | –                   | –                   | 09                  |
| 08                  | Armenien            | 03.                 | 137                 | 6                   |                     | 6                   | 5                   | 4                   | 10                  | 12                  | 8                   | 12                  | 7                   | 5                   | 5                   | 10                  | 5                   | 6                   | 8                   | 6                   | 7                   | 7                   | 8                   | 19                  |
| 09                  | Lettland            | 07.                 | 072                 | –                   | –                   | 5                   | 7                   | 12                  | –                   | 7                   | –                   | –                   | –                   |                     | 7                   | 3                   | 6                   | 4                   | 3                   | 7                   | 6                   | 5                   | –                   | 12                  |
| 10                  | San Marino          | 14.                 | 016                 | –                   | –                   | –                   | –                   | –                   | –                   | 3                   | –                   | –                   | 1                   | –                   | –                   | –                   | –                   | –                   |                     | –                   | 10                  | –                   | 2                   | 04                  |
| 11                  | Georgien            | 08.                 | 054                 | 7                   | 10                  | 2                   | –                   | 1                   | 6                   |                     | 6                   | 6                   | 5                   | –                   | 4                   | –                   | –                   | 1                   | –                   | –                   | 1                   | 1                   | 4                   | 13                  |
| 12                  | Belgien             | 13.                 | 018                 | 2                   | –                   |                     | –                   | –                   | 5                   | 2                   | 1                   | 2                   | –                   | 1                   | –                   | 5                   | –                   | –                   | –                   | –                   | –                   | –                   | –                   | 07                  |
| 13                  | Estland             | 06.                 | 079                 | 3                   | 2                   | 4                   | 4                   |                     | 2                   | –                   | 2                   | 10                  | 3                   | 12                  | –                   | 7                   | 4                   | 7                   | 1                   | 5                   | –                   | 6                   | 7                   | 16                  |
| 14                  | Israel              | 01.                 | 194                 | 12                  | 6                   | 10                  | 12                  | 8                   | 12                  | 10                  | 10                  |                     | 12                  | 10                  | 10                  | 12                  | 12                  | 10                  | –                   | 12                  | 12                  | 12                  | 12                  | 18                  |
| 15                  | Norwegen            | 10.                 | 043                 | 1                   | –                   | 3                   | 8                   | 6                   | 3                   | –                   | –                   | –                   | –                   | 6                   | –                   | 4                   |                     | –                   | 5                   | 1                   | –                   | 3                   | 3                   | 11                  |
| 16                  | Niederlande         | 02.                 | 182                 | 10                  | 8                   | 12                  | 10                  | 10                  | 7                   | 8                   | 12                  | 7                   | 10                  | 8                   | 12                  |                     | 8                   | 12                  | 10                  | 10                  | 8                   | 10                  | 10                  | 19                  |

- Die wenigsten Gesamt-Votings:  Albanien,  Malta,  San Marino – 4
- Die wenigsten Gesamt-Punkte:  Malta – 13
- Die meisten Gesamt-Votings:  Armenien,  Niederlande,  Schweiz – 19
- Die meisten Gesamt-Punkte:  Israel – 194

#### Statistik der Zwölf-Punkte-Vergabe (Zweites Halbfinale)
| Anzahl | Land         | erhalten von                                                                                                |
| ------ | ------------ | --- |
| 10     | Israel       | Albanien, Dänemark, Frankreich, Italien, Niederlande, Norwegen, Schweiz, Spanien, Tschechien, Rest der Welt |
| 4      | Niederlande  | Belgien, Griechenland, Österreich, Malta                                                                    |
| 2      | Armenien     | Georgien, Israel                                                                                            |
| 1      | Estland      | Lettland |
| 1      | Griechenland | Armenien |
| 1      | Lettland     | Estland |
| 1      | Schweiz      | San Marino                                                                                                  |

## Finale
Das Finale fand am 11. Mai 2024 um 21:00 Uhr (MESZ) statt. Zu den 20 Qualifikanten aus den Halbfinalen kamen die sogenannten Big Five, das heißt die fünf größten Geldgeber des ESC, sowie das Gastgeberland Schweden, die automatisch für das Finale vorqualifiziert waren.
Luxemburg nahm zum ersten Mal nach 31 Jahren, Georgien und Lettland zum ersten Mal nach acht Jahren, Irland zum ersten Mal nach sechs Jahren und Griechenland zum ersten Mal nach zwei Jahren am Finale teil.
Erstmals nach Aufhebung der Pflicht zu landessprachlichen Texten 1999 war die Mehrheit der Texte im Finale nicht oder überwiegend nicht in englischer Sprache verfasst.
Die Show wurde eröffnet durch Björn Skifs mit Hooked on a Feeling und die Flaggenparade der 25 Teilnehmer. Im Pausenprogramm traten Alcazar mit Crying at the Discoteque, Carola, Charlotte Perrelli und Conchita Wurst mit Waterloo sowie Vorjahressiegerin Loreen mit Tattoo und Forever auf.
Die Niederlande wurden nach einem mutmaßlichen Vorfall nach dem Halbfinale für das Finale disqualifiziert und das Starterfeld so auf 25 Teilnehmer verkleinert. Die bisherigen Startnummern blieben jedoch erhalten. Die Punkte, die von den Jurys an die Niederlande vergeben worden waren (dies war bereits einen Tag vor dem Ausschluss am Finaltag erfolgt), wurden annulliert. Die in den Juryvotings nachfolgenden Länder rückten jeweils um einen Rang auf. Für die Zuschauerabstimmung wurde die Leitung zur Liednummer 5 gesperrt.
Die Startreihenfolge wurde vom Wettbewerbsproduzenten Christer Björkman nach dem zweiten Halbfinale festgelegt. Anders als in den Vorjahren bekamen nur noch zwölf Finalbeiträge im Vorfeld eine Starthälfte zugelost; die restlichen 13 können von Björkman frei platziert werden. Die Startnummer des Gastgeberlandes Schweden wurde bereits im März ausgelost.
Silvester Belt (Litauen), Bambie Thug (Irland), Iolanda (Portugal) und Slimane (Frankreich) beendeten ihre jeweiligen Auftritte mit Aufrufen zu Liebe, Frieden und Einheit. Die Statements wurden als Reaktion auf die Kontroversen rund um Israels Teilnahme und die Disqualifikation Joost Kleins interpretiert.
Am Tag des Finales gaben die Punktesprecher dreier Länder ihren Rückzug bekannt: Alessandra Mele wurde durch Ingvild Helljesen als Norwegens Sprecherin ersetzt, Käärijä durch Toni Laaksonen für Finnland, und Nikkie de Jager als niederländische Sprecherin ohne Ersatz. Mele begründete ihre Entscheidung mit der Teilnahme Israels am Wettbewerb, De Jager mit der Disqualifikation des niederländischen Beitrags vom Finale, Käärijä gab keinen Grund für seinen Rückzug an.

### Platzierungen
| Platz | Startnr. | Land                   | Interpret                    | Lied Musik (M) und Text (T) | Sprache               | Übersetzung (inoffiziell)                    | Punkte (Rang)                                 | Punkte (Rang)                                 | Punkte (Rang)                                 |
| Platz | Startnr. | Land                   | Interpret                    | Lied Musik (M) und Text (T) | Sprache               | Übersetzung (inoffiziell)                    | Jury                                          | Zuschauer                                     | Gesamt                                        |
| ----- | -------- | ---------------------- | ---------------------------- | --- | --------------------- | -------------------------------------------- | --------------------------------------------- | --------------------------------------------- | --------------------------------------------- |
| 01.   | 21       | Schweiz                | Nemo                         | The Code M/T: Benjamin Alasu, Lasse Midtsian Nymann, Linda Dale, Nemo Mettler                                                                                   | Englisch              | Der Code                                     | 365 (1.)                                      | 226 (5.)                                      | 591                                           |
| 02.   | 23       | Kroatien               | Baby Lasagna                 | Rim tim tagi dim M/T: Marko Purišić | Englisch              | –                                            | 210 (3.)                                      | 337 (1.)                                      | 547                                           |
| 03.   | 02       | Ukraine                | Alyona Alyona & Jerry Heil   | Teresa & Maria M/T: Aljona Sawranenko, Anton Tschilibi, Jana Schemajewa, Iwan Klymenko                                                                          | Ukrainisch, Englisch  | Teresa & Maria                               | 146 (5.)                                      | 307 (3.)                                      | 453                                           |
| 04.   | 25       | Frankreich             | Slimane                      | Mon amour M: Slimane Nebchi, Meïr Salah, Yaacov Salah; T: Slimane Nebchi                                                                                        | Französisch           | Meine Liebe                                  | 218 (2.)                                      | 227 (4.)                                      | 445                                           |
| 05.   | 06       | Israel                 | Eden Golan עדן גולן          | Hurricane M/T: Keren Peles, Avi Ohayon, Stav Beger | Englisch, Hebräisch   | Hurrikan                                     | 052 (12.)                                     | 323 (2.)                                      | 375                                           |
| 06.   | 10       | Irland                 | Bambie Thug                  | Doomsday Blue M/T: Bambie Ray Robinson, Olivia Cassy Brooking, Sam Matlock, Tyler Ryder                                                                         | Englisch              | Weltuntergangsblau                           | 142 (6.)                                      | 136 (6.)                                      | 278                                           |
| 07.   | 15       | Italien                | Angelina Mango               | La noia M: Angelina Mango, Francesca Calearo, Dario Faini; T: Angelina Mango, Francesca Calearo                                                                 | Italienisch           | Die Langeweile                               | 164 (4.)                                      | 104 (7.)                                      | 268                                           |
| 08.   | 19       | Armenien               | Ladaniva Լադանիվա            | Jako (Ժակո) M: Jaklin Baghdassarjan, Louis Thomas, Audrey Leclercq; T: Jaklin Baghdassarjan, Louis Thomas                                                       | Armenisch             | (Spitzname der Sängerin)                     | 101 (9.)                                      | 082 (9.)                                      | 183                                           |
| 09.   | 01       | Schweden               | Marcus & Martinus            | Unforgettable M/T: Jimmy Thörnfeldt, Joy Deb, Linnea Deb, Marcus Gunnarsen, Martinus Gunnarsen                                                                  | Englisch              | Unvergesslich                                | 125 (8.)                                      | 049 (11.)                                     | 174                                           |
| 10.   | 18       | Portugal               | Iolanda                      | Grito M: Alberto Hernández, Iolanda Costa; T: Iolanda Costa | Portugiesisch         | Schrei                                       | 139 (7.)                                      | 013 (20.)                                     | 152                                           |
| 11.   | 12       | Griechenland           | Marina Satti Μαρίνα Σάττι    | Zári (Ζάρι) M/T: Jordan Palmer, Jay Lewitt Stolar, Marina Satti, OGE, Konstantin Plamenov Beshkov, Nick Kodonas, Gino Borri, Vlospa, Solmeister                 | Griechisch e          | Spielwürfel                                  | 041 (14.)                                     | 085 (8.)                                      | 126                                           |
| 12.   | 03       | Deutschland            | Isaak                        | Always on the Run M/T: Greg Taro, Isaak Guderian, Kevin Lehr, Leo Salminen                                                                                      | Englisch              | Immer auf der Flucht                         | 099 (10.)                                     | 018 (19.)                                     | 117                                           |
| 13.   | 04       | Luxemburg              | Tali                         | Fighter M: Dario Faini, Manon Romiti, Ana Zimmer; T: Manon Romiti, Silvio Lisbonne, Ana Zimmer                                                                  | Französisch, Englisch | Kämpferin                                    | 083 (11.)                                     | 020 (17.)                                     | 103                                           |
| 14.   | 07       | Litauen                | Silvester Belt               | Luktelk M/T: Džesika Šyvokaitė, Elena Jurgaitytė, Silvestras Beltė                                                                                              | Litauisch             | Warte                                        | 032 (17.)                                     | 058 (10.)                                     | 090                                           |
| 15.   | 20       | Zypern                 | Silia Kapsis                 | Liar M: Dimitris Kontopoulos; T: Elke Tiel | Englisch              | Lügner                                       | 034 (16.)                                     | 044 (12.)                                     | 078                                           |
| 16.   | 11       | Lettland               | Dons                         | Hollow M/T: Artūrs Šingirejs, Kate Northrop, Liam Geddes | Englisch              | Hohl                                         | 036 (15.)                                     | 028 (16.)                                     | 064                                           |
| 17.   | 16       | Serbien                | Teya Dora                    | Ramonda (Рамонда) M: Teodora Pavlovska, Luka Jovanović; T: Teodora Pavlovska, Andrijano Kadović                                                                 | Serbisch              | (Nathalia-)Felsenteller                      | 022 (18.)                                     | 032 (14.)                                     | 054                                           |
| 18.   | 13       | Vereinigtes Königreich | Olly Alexander               | Dizzy M/T: Olly Alexander, Danny L. Harle | Englisch              | Schwindelig                                  | 046 (13.)                                     | 000 (25.)                                     | 046                                           |
| 19.   | 17       | Finnland               | Windows95man                 | No Rules! M/T: Henri Piispanen, Jussi Roine, Teemu Keisteri | Englisch              | Keine Regeln!                                | 007 (24.)                                     | 031 (15.)                                     | 038                                           |
| 20.   | 09       | Estland                | 5miinust x Puuluup           | (Nendest) narkootikumidest ei tea me (küll) midagi M/T: Karl Kivastik, Kristjan Jakobson, Priit Tomson, Mihkel Tamm, Marko Veisson, Ramo Teder, Kim Wennerström | Estnisch              | Über (diese) Drogen wissen wir (doch) nichts | 004 (25.)                                     | 033 (13.)                                     | 037                                           |
| 21.   | 24       | Georgien               | Nuza Busaladse ნუცა ბუზალაძე | Firefighter M/T: Darko Dimitrov, Ada Satka | Englisch              | Feuerwehrfrau                                | 015 (21.)                                     | 019 (18.)                                     | 034                                           |
| 22.   | 08       | Spanien                | Nebulossa                    | Zorra M/T: María Bas, Mark Dasousa | Spanisch              | Schlampe (oder Füchsin)                      | 019 (19.)                                     | 011 (22.)                                     | 030                                           |
| 23.   | 22       | Slowenien              | Raiven                       | Veronika M: Martin Bezjak, Sara Briški Cirman, Bojan Cvjetićanin, Danilo Kapel, Peter Khoo; T: Sara Briški Cirman, Bojan Cvjetićanin, Klavdija Kopina           | Slowenisch            | Veronika                                     | 015 (22.)                                     | 012 (21.)                                     | 027                                           |
| 24.   | 26       | Österreich             | Kaleen                       | We Will Rave M/T: Anderz Wrethov, Jimmy Thörnfeldt, Julie Aagaard, Thomas Stengaard                                                                             | Englisch              | Wir werden raven                             | 019 (20.)                                     | 005 (23.)                                     | 024                                           |
| 25.   | 14       | Norwegen               | Gåte                         | Ulveham M/T: Sveinung Eklo Sundli, Ronny Graff Janssen, Marit Jensen Lillebuen, Gunnhild Sundli, Magnus Børmark, Jon Even Schärer                               | Norwegisch            | Wolfshaut                                    | 012 (23.)                                     | 004 (24.)                                     | 016                                           |
|       | 05       | Niederlande            | Joost Klein                  | Europapa M/T: Donny Ellerström, Dylan van Dael, Joost Klein, Paul Elstak, Teun de Kruif, Thijmen Melissant, Tim Haars                                           | Niederländisch f      | –                                            | Disqualifikation durch die EBU vor dem Finale | Disqualifikation durch die EBU vor dem Finale | Disqualifikation durch die EBU vor dem Finale |

### Punktetafel Finale
In der folgenden Tabelle sind die Punkte der Jury und des Televotings dargestellt. Die Länder in der linken Spalte sind nach der Startreihenfolge sortiert, während die abstimmungsberechtigten Länder nach der Reihenfolge bei der Vergabe der Jurypunkte sortiert sind. Das gelb unterlegte Land zeigt den ersten Platz und damit den Sieger. Die orange unterlegte Zeile stellt die Televotingpunkte dar, während die weiß bzw. gelb unterlegte Zeile die Jurypunkte darstellt.
| Land                   | Abstimmungsergebnisse | Abstimmungsergebnisse | Abstimmungsergebnisse | Abstimmungsergebnisse | Abstimmungsergebnisse | Abstimmungsergebnisse | Abstimmungsergebnisse | Abstimmungsergebnisse | Abstimmungsergebnisse | Abstimmungsergebnisse | Abstimmungsergebnisse | Abstimmungsergebnisse | Abstimmungsergebnisse | Abstimmungsergebnisse | Abstimmungsergebnisse | Abstimmungsergebnisse | Abstimmungsergebnisse | Abstimmungsergebnisse | Abstimmungsergebnisse | Abstimmungsergebnisse | Abstimmungsergebnisse | Abstimmungsergebnisse | Abstimmungsergebnisse | Abstimmungsergebnisse | Abstimmungsergebnisse | Abstimmungsergebnisse | Abstimmungsergebnisse | Abstimmungsergebnisse | Abstimmungsergebnisse | Abstimmungsergebnisse | Abstimmungsergebnisse | Abstimmungsergebnisse | Abstimmungsergebnisse | Abstimmungsergebnisse | Abstimmungsergebnisse | Abstimmungsergebnisse | Abstimmungsergebnisse | Abstimmungsergebnisse | Abstimmungsergebnisse | Abstimmungsergebnisse | Abstimmungsergebnisse | Abstimmungsergebnisse | Abstimmungsergebnisse |
| Land                   | Punkte                | Punkte                | UA                    | UK                    | LU                    | AZ                    | SM                    | MT                    | HR                    | AL                    | CZ                    | IL                    | AU                    | DK                    | ES                    | NO                    | DE                    | AM                    | SI                    | GE                    | CH                    | MD                    | GR                    | EE                    | NL                    | AT                    | FR                    | IT                    | FI                    | PT                    | BE                    | IS                    | LV                    | IR                    | PL                    | CY                    | LT                    | RS                    | SE                    | WO                    | Votings               | Votings               |                       |
| ---------------------- | --------------------- | --------------------- | --------------------- | --------------------- | --------------------- | --------------------- | --------------------- | --------------------- | --------------------- | --------------------- | --------------------- | --------------------- | --------------------- | --------------------- | --------------------- | --------------------- | --------------------- | --------------------- | --------------------- | --------------------- | --------------------- | --------------------- | --------------------- | --------------------- | --------------------- | --------------------- | --------------------- | --------------------- | --------------------- | --------------------- | --------------------- | --------------------- | --------------------- | --------------------- | --------------------- | --------------------- | --------------------- | --------------------- | --------------------- | --------------------- | --------------------- | --------------------- | --------------------- |
| Schweden               | 174                   | 125                   | 8                     | 6                     | 1                     | 5                     | 2                     | –                     | 2                     | –                     | 8                     | –                     | 5                     | 5                     | 8                     | 3                     | 12                    | –                     | –                     | –                     | –                     | 1                     | 1                     | 6                     | –                     | –                     | –                     | 6                     | 7                     | 3                     | 3                     | 1                     | 5                     | 10                    | 5                     | 2                     | 5                     | 5                     |                       |                       | 26                    | 40                    |                       |
| Schweden               | 174                   | 049                   | –                     | –                     | –                     | –                     | –                     | 1                     | 2                     | –                     | 3                     | –                     | –                     | 6                     | –                     | 10                    | –                     | –                     | 1                     | –                     | –                     | 8                     | 1                     | 1                     | –                     | –                     | –                     | –                     | –                     | –                     | –                     | 7                     | –                     | –                     | 2                     | 1                     | 1                     | 5                     |                       | –                     | 14                    | 40                    |                       |
| Ukraine                | 453                   | 146                   |                       | –                     | 5                     | 1                     | –                     | –                     | 7                     | –                     | 12                    | 8                     | 1                     | 6                     | –                     | 4                     | 4                     | –                     | –                     | 5                     | 2                     | 12                    | 2                     | 10                    | 2                     | 6                     | 10                    | –                     | 8                     | 6                     | 1                     | 3                     | 8                     | 2                     | 10                    | 1                     | 6                     | 1                     | 3                     |                       | 28                    | 64                    |                       |
| Ukraine                | 453                   | 307                   |                       | 6                     | 7                     | 8                     | 10                    | 12                    | 8                     | 7                     | 12                    | 10                    | 6                     | 10                    | 10                    | 8                     | 8                     | 3                     | 8                     | 12                    | 6                     | 12                    | 3                     | 12                    | 8                     | 7                     | 8                     | 10                    | 6                     | 10                    | 7                     | 5                     | 10                    | 8                     | 12                    | 8                     | 12                    | –                     | 8                     | 10                    | 36                    | 64                    |                       |
| Deutschland            | 117                   | 099                   | 7                     | 2                     | 4                     | –                     | 1                     | –                     | –                     | –                     | 5                     | 10                    | –                     | –                     | 5                     | 6                     |                       | 1                     | –                     | 2                     | –                     | –                     | 5                     | 4                     | 5                     | –                     | 8                     | 4                     | 3                     | 2                     | 8                     | 2                     | 4                     | 6                     | 4                     | –                     | 1                     | –                     | –                     |                       | 23                    | 28                    |                       |
| Deutschland            | 117                   | 018                   | –                     | –                     | 1                     | –                     | –                     | –                     | –                     | –                     | –                     | 8                     | –                     | –                     | –                     | –                     |                       | –                     | –                     | –                     | 3                     | –                     | –                     | –                     | –                     | 4                     | –                     | –                     | –                     | –                     | –                     | 2                     | –                     | –                     | –                     | –                     | –                     | –                     | –                     | –                     | 05                    | 28                    |                       |
| Luxemburg              | 103                   | 083                   | 1                     | 4                     |                       | 8                     | –                     | 4                     | 5                     | 4                     | –                     | 12                    | 2                     | 1                     | –                     | –                     | 3                     | –                     | 5                     | –                     | –                     | 2                     | 3                     | –                     | –                     | –                     | 7                     | –                     | 4                     | –                     | –                     | –                     | –                     | 8                     | –                     | 4                     | –                     | –                     | 6                     |                       | 18                    | 22                    |                       |
| Luxemburg              | 103                   | 020                   | –                     | –                     |                       | –                     | –                     | –                     | –                     | –                     | –                     | 12                    | –                     | –                     | –                     | –                     | –                     | –                     | –                     | –                     | –                     | –                     | –                     | –                     | –                     | –                     | 3                     | –                     | –                     | –                     | 1                     | –                     | –                     | –                     | –                     | –                     | –                     | –                     | –                     | 4                     | 04                    | 22                    |                       |
| Israel                 | 375                   | 052                   | –                     | –                     | –                     | –                     | –                     | 3                     | –                     | –                     | –                     |                       | –                     | –                     | –                     | 8                     | 8                     | –                     | –                     | 3                     | –                     | 3                     | –                     | 5                     | –                     | –                     | 3                     | –                     | –                     | –                     | 5                     | –                     | 2                     | –                     | –                     | 8                     | 4                     | –                     | –                     |                       | 11                    | 46                    |                       |
| Israel                 | 375                   | 323                   | –                     | 12                    | 12                    | 7                     | 12                    | 5                     | –                     | 10                    | 10                    |                       | 12                    | 8                     | 12                    | 5                     | 12                    | 1                     | 10                    | 8                     | 12                    | 10                    | 7                     | 6                     | 12                    | 10                    | 12                    | 12                    | 12                    | 12                    | 12                    | 8                     | 7                     | 10                    | 5                     | 10                    | 3                     | 3                     | 12                    | 12                    | 35                    | 46                    |                       |
| Litauen                | 090                   | 032                   | 5                     | –                     | –                     | –                     | –                     | –                     | –                     | –                     | –                     | –                     | –                     | –                     | –                     | –                     | 1                     | –                     | –                     | –                     | –                     | 5                     | –                     | 2                     | 4                     | –                     | 1                     | –                     | –                     | 7                     | –                     | –                     | –                     | –                     | –                     | –                     |                       | 7                     | –                     |                       | 08                    | 24                    |                       |
| Litauen                | 090                   | 058                   | 7                     | 8                     | 4                     | –                     | 1                     | –                     | –                     | –                     | 1                     | –                     | –                     | 1                     | 1                     | 3                     | 2                     | –                     | –                     | –                     | –                     | –                     | –                     | 4                     | 1                     | –                     | –                     | –                     | –                     | –                     | –                     | 4                     | 8                     | 7                     | 3                     | –                     |                       | –                     | 3                     | –                     | 16                    | 24                    |                       |
| Spanien                | 030                   | 019                   | –                     | –                     | –                     | –                     | 6                     | –                     | –                     | –                     | –                     | –                     | –                     | –                     |                       | –                     | –                     | –                     | –                     | –                     | 1                     | –                     | –                     | –                     | –                     | 4                     | –                     | 7                     | 1                     | –                     | –                     | –                     | –                     | –                     | –                     | –                     | –                     | –                     | –                     |                       | 05                    | 10                    |                       |
| Spanien                | 030                   | 011                   | –                     | –                     | –                     | –                     | –                     | –                     | –                     | –                     | –                     | –                     | –                     | –                     |                       | –                     | –                     | –                     | –                     | –                     | –                     | –                     | –                     | –                     | –                     | –                     | 2                     | 1                     | 3                     | 3                     | –                     | –                     | –                     | 2                     | –                     | –                     | –                     | –                     | –                     | –                     | 05                    | 10                    |                       |
| Estland                | 037                   | 004                   | –                     | –                     | –                     | –                     | –                     | –                     | –                     | –                     | –                     | –                     | –                     | –                     | –                     | –                     | –                     | –                     | –                     | –                     | –                     | –                     | –                     |                       | –                     | 2                     | –                     | 2                     | –                     | –                     | –                     | –                     | –                     | –                     | –                     | –                     | –                     | –                     | –                     |                       | 02                    | 07                    |                       |
| Estland                | 037                   | 033                   | 4                     | –                     | –                     | –                     | –                     | –                     | 4                     | –                     | –                     | –                     | –                     | –                     | –                     | –                     | –                     | –                     | –                     | –                     | –                     | –                     | –                     |                       | –                     | –                     | –                     | –                     | 7                     | –                     | –                     | –                     | 12                    | –                     | –                     | –                     | 6                     | –                     | –                     | –                     | 05                    | 07                    |                       |
| Irland                 | 278                   | 142                   | 10                    | 7                     | –                     | 10                    | 7                     | 7                     | 8                     | –                     | 7                     | –                     | 12                    | 7                     | 10                    | –                     | –                     | –                     | 1                     | –                     | 10                    | –                     | –                     | –                     | –                     | 3                     | –                     | 10                    | 6                     | 10                    | 4                     | 7                     | –                     |                       | 1                     | –                     | 3                     | 2                     | –                     |                       | 21                    | 53                    |                       |
| Irland                 | 278                   | 136                   | 8                     | 10                    | –                     | 4                     | 2                     | 4                     | 5                     | –                     | 6                     | –                     | 8                     | 3                     | 7                     | 4                     | 1                     | 2                     | 2                     | 4                     | –                     | 2                     | 2                     | 2                     | 6                     | 2                     | –                     | 3                     | 5                     | 5                     | 2                     | 3                     | 3                     |                       | 6                     | 2                     | 5                     | 7                     | 4                     | 7                     | 32                    | 53                    |                       |
| Lettland               | 064                   | 036                   | –                     | 3                     | 8                     | –                     | –                     | 5                     | –                     | –                     | –                     | –                     | –                     | 4                     | 4                     | –                     | –                     | –                     | –                     | 8                     | –                     | –                     | –                     | 1                     | 1                     | –                     | –                     | –                     | –                     | –                     | –                     | –                     |                       | –                     | 2                     | –                     | –                     | –                     | –                     |                       | 09                    | 17                    |                       |
| Lettland               | 064                   | 028                   | 5                     | 4                     | –                     | –                     | –                     | –                     | –                     | –                     | –                     | –                     | –                     | 4                     | –                     | 2                     | –                     | –                     | –                     | 1                     | –                     | –                     | –                     | 3                     | –                     | –                     | –                     | –                     | –                     | –                     | –                     | –                     |                       | 5                     | –                     | –                     | 4                     | –                     | –                     | –                     | 08                    | 17                    |                       |
| Griechenland           | 126                   | 041                   | –                     | –                     | –                     | –                     | –                     | –                     | –                     | 7                     | –                     | –                     | –                     | –                     | –                     | 2                     | –                     | 4                     | 2                     | –                     | 12                    | –                     |                       | –                     | –                     | –                     | 4                     | –                     | –                     | –                     | –                     | –                     | –                     | –                     | –                     | 7                     | –                     | 3                     | –                     |                       | 08                    | 29                    |                       |
| Griechenland           | 126                   | 085                   | –                     | 1                     | 5                     | 1                     | 7                     | 2                     | –                     | 4                     | 2                     | –                     | 3                     | –                     | 2                     | –                     | 5                     | 10                    | –                     | 2                     | 4                     | 3                     |                       | –                     | 4                     | –                     | 1                     | 2                     | –                     | –                     | 4                     | –                     | –                     | –                     | –                     | 12                    | –                     | 8                     | –                     | 3                     | 21                    | 29                    |                       |
| Vereinigtes Königreich | 046                   | 046                   | –                     |                       | –                     | –                     | –                     | –                     | –                     | –                     | –                     | –                     | 4                     | –                     | 2                     | –                     | –                     | –                     | –                     | –                     | 3                     | –                     | –                     | –                     | –                     | –                     | –                     | –                     | –                     | 4                     | 6                     | 8                     | 3                     | 4                     | –                     | –                     | –                     | 4                     | 8                     |                       | 10                    | 10                    |                       |
| Vereinigtes Königreich | 046                   | 000                   | –                     |                       | –                     | –                     | –                     | –                     | –                     | –                     | –                     | –                     | –                     | –                     | –                     | –                     | –                     | –                     | –                     | –                     | –                     | –                     | –                     | –                     | –                     | –                     | –                     | –                     | –                     | –                     | –                     | –                     | –                     | –                     | –                     | –                     | –                     | –                     | –                     | –                     | 0                     | 10                    |                       |
| Norwegen               | 016                   | 012                   | –                     | –                     | –                     | –                     | –                     | –                     | –                     | 6                     | 1                     | –                     | –                     | –                     | –                     |                       | –                     | –                     | –                     | –                     | –                     | –                     | –                     | –                     | –                     | 1                     | –                     | –                     | 2                     | –                     | –                     | –                     | –                     | –                     | –                     | –                     | 2                     | –                     | –                     |                       | 05                    | 07                    |                       |
| Norwegen               | 016                   | 004                   | 3                     | –                     | –                     | –                     | –                     | –                     | –                     | –                     | –                     | –                     | –                     | –                     | –                     |                       | –                     | –                     | –                     | –                     | –                     | –                     | –                     | –                     | –                     | –                     | –                     | –                     | 1                     | –                     | –                     | –                     | –                     | –                     | –                     | –                     | –                     | –                     | –                     | –                     | 02                    | 07                    |                       |
| Italien                | 268                   | 164                   | 2                     | 5                     | –                     | 6                     | 10                    | 8                     | 6                     | 10                    | –                     | 6                     | 7                     | –                     | 1                     | 5                     | 2                     | 8                     | 3                     | 7                     | 6                     | 10                    | 8                     | 3                     | 6                     | 10                    | –                     |                       | –                     | 5                     | 7                     | –                     | –                     | –                     | 7                     | 3                     | –                     | 6                     | 7                     |                       | 27                    | 54                    |                       |
| Italien                | 268                   | 104                   | –                     | –                     | 3                     | 3                     | 3                     | 8                     | 7                     | 8                     | –                     | 7                     | –                     | –                     | 4                     | –                     | 3                     | 6                     | 3                     | 3                     | 8                     | 4                     | 4                     | –                     | 2                     | 1                     | 4                     |                       | –                     | 4                     | 3                     | –                     | –                     | 1                     | 4                     | 3                     | 2                     | 4                     | 1                     | 1                     | 27                    | 54                    |                       |
| Serbien                | 054                   | 022                   | –                     | –                     | –                     | –                     | –                     | –                     | 3                     | 1                     | –                     | –                     | –                     | 2                     | –                     | –                     | –                     | 5                     | 4                     | –                     | –                     | –                     | –                     | –                     | –                     | –                     | –                     | –                     | –                     | 1                     | –                     | –                     | –                     | 1                     | –                     | 5                     | –                     |                       | –                     |                       | 08                    | 14                    |                       |
| Serbien                | 054                   | 032                   | –                     | –                     | –                     | –                     | –                     | 3                     | 12                    | 2                     | –                     | –                     | –                     | –                     | –                     | –                     | –                     | –                     | 5                     | –                     | 5                     | –                     | –                     | –                     | –                     | 5                     | –                     | –                     | –                     | –                     | –                     | –                     | –                     | –                     | –                     | –                     | –                     |                       | –                     | –                     | 06                    | 14                    |                       |
| Finnland               | 038                   | 007                   | –                     | –                     | –                     | –                     | 4                     | –                     | –                     | –                     | –                     | –                     | 3                     | –                     | –                     | –                     | –                     | –                     | –                     | –                     | –                     | –                     | –                     | –                     | –                     | –                     | –                     | –                     |                       | –                     | –                     | –                     | –                     | –                     | –                     | –                     | –                     | –                     | –                     |                       | 02                    | 13                    |                       |
| Finnland               | 038                   | 031                   | 2                     | 3                     | –                     | –                     | –                     | –                     | –                     | –                     | –                     | –                     | 4                     | 2                     | –                     | 1                     | –                     | –                     | –                     | –                     | –                     | –                     | –                     | 8                     | –                     | –                     | –                     | –                     |                       | –                     | –                     | 1                     | 1                     | 3                     | 1                     | –                     | –                     | –                     | 5                     | –                     | 11                    | 13                    |                       |
| Portugal               | 152                   | 139                   | 3                     | 12                    | 3                     | –                     | 5                     | 1                     | 12                    | 5                     | 3                     | 3                     | –                     | –                     | 3                     | –                     | –                     | 10                    | 8                     | 4                     | 7                     | 4                     | 6                     | –                     | 8                     | –                     | 12                    | –                     | –                     |                       | 2                     | 4                     | 1                     | 5                     | 6                     | –                     | 8                     | –                     | 4                     |                       | 25                    | 28                    |                       |
| Portugal               | 152                   | 013                   | –                     | –                     | 6                     | –                     | –                     | –                     | –                     | –                     | –                     | –                     | –                     | –                     | –                     | –                     | –                     | –                     | –                     | –                     | 2                     | –                     | –                     | –                     | –                     | –                     | 5                     | –                     | –                     |                       | –                     | –                     | –                     | –                     | –                     | –                     | –                     | –                     | –                     | –                     | 03                    | 28                    |                       |
| Armenien               | 183                   | 101                   | –                     | –                     | 2                     | –                     | 8                     | –                     | –                     | 8                     | 6                     | –                     | –                     | 3                     | –                     | 7                     | 7                     |                       | 7                     | 6                     | 4                     | –                     | 4                     | –                     | 3                     | 7                     | 6                     | 3                     | –                     | 8                     | –                     | 5                     | 7                     | –                     | –                     | –                     | –                     | –                     | –                     |                       | 18                    | 41                    |                       |
| Armenien               | 183                   | 082                   | 1                     | –                     | –                     | –                     | –                     | –                     | 3                     | 1                     | 5                     | 6                     | 1                     | –                     | 3                     | –                     | 4                     |                       | –                     | 10                    | 1                     | 1                     | 5                     | –                     | 3                     | 3                     | 10                    | 4                     | –                     | 2                     | 5                     | –                     | 2                     | –                     | –                     | 4                     |                       | 1                     | 2                     | 5                     | 23                    | 41                    |                       |
| Zypern                 | 078                   | 034                   | –                     | 1                     | 7                     | 2                     | 3                     | –                     | 1                     | –                     | –                     | –                     | 6                     | –                     | –                     | –                     | –                     | 2                     | –                     | –                     | –                     | –                     | 10                    | –                     | –                     | –                     | –                     | –                     | –                     | –                     | –                     | –                     | –                     | –                     | –                     |                       | –                     | –                     | 2                     |                       | 09                    | 18                    |                       |
| Zypern                 | 078                   | 044                   | –                     | –                     | –                     | 6                     | 4                     | –                     | –                     | 5                     | –                     | 1                     | 5                     | –                     | –                     | –                     | –                     | 4                     | 6                     | –                     | –                     | –                     | 12                    | –                     | –                     | –                     | –                     | –                     | –                     | 1                     | –                     | –                     | –                     | –                     | –                     |                       | –                     | –                     | –                     | –                     | 09                    | 18                    |                       |
| Schweiz                | 591                   | 365                   | 12                    | 10                    | 12                    | 12                    | 12                    | 12                    | –                     | 12                    | 10                    | 5                     | 10                    | 12                    | 12                    | 12                    | 5                     | 7                     | 10                    | 12                    |                       | 7                     | 12                    | 12                    | 12                    | 12                    | 5                     | 12                    | 12                    | 12                    | 10                    | 6                     | 12                    | 12                    | 12                    | 6                     | 12                    | 10                    | 12                    |                       | 35                    | 71                    |                       |
| Schweiz                | 591                   | 226                   | 12                    | 5                     | 2                     | 10                    | 5                     | 6                     | 1                     | 3                     | 7                     | –                     | 7                     | 5                     | 6                     | 6                     | 7                     | 8                     | 4                     | 7                     |                       | 5                     | 8                     | 7                     | 7                     | 8                     | 6                     | 7                     | 8                     | 6                     | 6                     | 6                     | 4                     | 6                     | 8                     | 6                     | 8                     | 6                     | 7                     | 6                     | 36                    | 71                    |                       |
| Slowenien              | 027                   | 015                   | –                     | –                     | –                     | 3                     | –                     | –                     | 10                    | 2                     | –                     | –                     | –                     | –                     | –                     | –                     | –                     | –                     |                       | –                     | –                     | –                     | –                     | –                     | –                     | –                     | –                     | –                     | –                     | –                     | –                     | –                     | –                     | –                     | –                     | –                     | –                     | –                     | –                     |                       | 03                    | 05                    |                       |
| Slowenien              | 027                   | 012                   | –                     | –                     | –                     | –                     | –                     | –                     | 10                    | –                     | –                     | –                     | –                     | –                     | –                     | –                     | –                     | –                     |                       | –                     | –                     | –                     | –                     | –                     | –                     | –                     | –                     | –                     | –                     | –                     | –                     | –                     | –                     | –                     | –                     | –                     | –                     | 2                     | –                     | –                     | 02                    | 05                    |                       |
| Kroatien               | 547                   | 210                   | 4                     | 8                     | 6                     | 4                     | –                     | 10                    |                       | 3                     | 2                     | 4                     | 8                     | 8                     | –                     | –                     | 6                     | 6                     | 6                     | 1                     | 8                     | 8                     | –                     | 8                     | 7                     | 8                     | 2                     | 8                     | 10                    | –                     | –                     | 10                    | 6                     | 7                     | 8                     | 12                    | 10                    | 12                    | 10                    |                       | 30                    | 67                    |                       |
| Kroatien               | 547                   | 337                   | 10                    | 7                     | 10                    | 12                    | 8                     | 10                    |                       | 12                    | 8                     | 5                     | 10                    | 12                    | 8                     | 12                    | 10                    | 7                     | 12                    | 5                     | 10                    | 7                     | 6                     | 10                    | 10                    | 12                    | 7                     | 8                     | 10                    | 7                     | 8                     | 12                    | 5                     | 12                    | 10                    | 5                     | 10                    | 12                    | 10                    | 8                     | 37                    | 67                    |                       |
| Georgien               | 034                   | 015                   | –                     | –                     | –                     | 7                     | –                     | 2                     | –                     | –                     | –                     | 2                     | –                     | –                     | –                     | 1                     | –                     | 3                     | –                     |                       | –                     | –                     | –                     | –                     | –                     | –                     | –                     | –                     | –                     | –                     | –                     | –                     | –                     | –                     | –                     | –                     | –                     | –                     | –                     |                       | 05                    | 09                    |                       |
| Georgien               | 034                   | 019                   | –                     | –                     | –                     | 5                     | –                     | –                     | –                     | –                     | –                     | 4                     | –                     | –                     | –                     | –                     | –                     | 5                     | –                     |                       | –                     | –                     | –                     | –                     | –                     | –                     | –                     | 5                     | –                     | –                     | –                     | –                     | –                     | –                     | –                     | –                     | –                     | –                     | –                     | –                     | 04                    | 09                    |                       |
| Frankreich             | 445                   | 218                   | 6                     | –                     | 10                    | –                     | –                     | 6                     | 4                     | –                     | 4                     | 1                     | –                     | 10                    | 7                     | 10                    | 10                    | 12                    | 12                    | 10                    | 5                     | 6                     | 7                     | 7                     | 10                    | 5                     |                       | 1                     | 5                     | –                     | 12                    | 12                    | 10                    | 3                     | 3                     | 10                    | 7                     | 8                     | 5                     |                       | 30                    | 67                    |                       |
| Frankreich             | 445                   | 227                   | 6                     | 2                     | 8                     | 2                     | 6                     | 7                     | 6                     | 6                     | 4                     | 2                     | 2                     | 7                     | 5                     | 7                     | 6                     | 12                    | 7                     | 6                     | 7                     | 6                     | 10                    | 5                     | 5                     | 6                     |                       | 6                     | 4                     | 8                     | 10                    | 10                    | 6                     | 4                     | 7                     | 7                     | 7                     | 10                    | 6                     | 2                     | 37                    | 67                    |                       |
| Österreich             | 024                   | 019                   | –                     | –                     | –                     | –                     | –                     | –                     | –                     | –                     | –                     | 7                     | –                     | –                     | 6                     | –                     | –                     | –                     | –                     | –                     | –                     | –                     | –                     | –                     | –                     |                       | –                     | 5                     | –                     | –                     | –                     | –                     | –                     | –                     | –                     | –                     | –                     | –                     | 1                     |                       | 04                    | 06                    |                       |
| Österreich             | 024                   | 005                   | –                     | –                     | –                     | –                     | –                     | –                     | –                     | –                     | –                     | 3                     | –                     | –                     | –                     | –                     | –                     | –                     | –                     | –                     | –                     | –                     | –                     | –                     | –                     |                       | –                     | –                     | 2                     | –                     | –                     | –                     | –                     | –                     | –                     | –                     | –                     | –                     | –                     | –                     | 02                    | 06                    |                       |

In der Tabelle sind die niedrigsten (Hintergrund rot) und höchsten (Hintergrund grün) Gesamtwerte gekennzeichnet.
- Die wenigsten Jury-Votings:  Estland,  Finnland – 2
- Die wenigsten Televoting-Votings:  Vereinigtes Königreich – 0
- Die wenigsten Gesamt-Votings:  Slowenien – 5
- Die wenigsten Jury-Punkte:  Estland – 4
- Die wenigsten Televoting-Punkte:  Vereinigtes Königreich – 0
- Die wenigsten Gesamt-Punkte:  Norwegen – 16
- Die meisten Jury-Votings:  Schweiz – 35
- Die meisten Televoting-Votings:  Frankreich,  Kroatien – 37
- Die meisten Gesamt-Votings:  Schweiz – 71
- Die meisten Jury-Punkte:  Schweiz – 365
- Die meisten Televoting-Punkte:  Kroatien – 337
- Die meisten Gesamt-Punkte:  Schweiz – 591

#### Statistik der Zwölf-Punkte-Vergabe (Finale)

##### Jury

Punkte der Jurys für das Gewinnerlied aus der Schweiz

| Anzahl | Land         | erhalten von |
| ------ | ------------ | --- |
| 22     | Schweiz      | Albanien, Aserbaidschan, Dänemark, Estland, Finnland, Georgien, Griechenland, Irland, Italien, Lettland, Litauen, Luxemburg, Malta, Niederlande, Norwegen, Österreich, Polen, Portugal, San Marino, Schweden, Spanien, Ukraine |
| 04     | Frankreich   | Armenien, Belgien, Island, Slowenien |
| 03     | Portugal     | Frankreich, Kroatien, Vereinigtes Königreich |
| 02     | Kroatien     | Serbien, Zypern |
| 02     | Ukraine      | Moldau, Tschechien |
| 01     | Griechenland | Schweiz |
| 01     | Irland       | Australien |
| 01     | Luxemburg    | Israel |
| 01     | Schweden     | Deutschland |

##### Zuschauer

Punkte der Zuschauer für das Gewinnerlied aus der Schweiz

| Anzahl | Land         | erhalten von |
| ------ | ------------ | --- |
| 15     | Israel       | Australien, Belgien, Deutschland, Finnland, Frankreich, Italien, Luxemburg, Niederlande, Portugal, San Marino, Schweden, Schweiz, Spanien, Vereinigtes Königreich, Rest der Welt |
| 09     | Kroatien     | Albanien, Aserbaidschan, Dänemark, Irland, Island, Norwegen, Österreich, Serbien, Slowenien                                                                                      |
| 07     | Ukraine      | Estland, Georgien, Litauen, Malta, Moldau, Polen, Tschechien |
| 01     | Estland      | Lettland |
| 01     | Frankreich   | Armenien |
| 01     | Griechenland | Zypern |
| 01     | Schweiz      | Ukraine |
| 01     | Luxemburg    | Israel |
| 01     | Serbien      | Kroatien |
| 01     | Zypern       | Griechenland |

### Punktesprecher
Die Punktesprecher gaben die Ergebnisse der Juryabstimmung ihrer Länder bekannt. Am Tag des Finales sagten drei vorgesehene Punktesprecher ihr Mitwirken ab.
| Nr. | Land                   | Sprecher                         | Bemerkung                                                                      |
| --- | ---------------------- | -------------------------------- | ------------------------------------------------------------------------------ |
| 01  | Ukraine                | Jamala                           | Siegerin 2016                                                                  |
| 02  | Vereinigtes Königreich | Joanna Lumley                    | –                                                                              |
| 03  | Luxemburg              | Désirée Nosbusch                 | Moderatorin 1984                                                               |
| 04  | Aserbaidschan          | Aysel Teymurzadə                 | Teilnehmerin 2009                                                              |
| 05  | San Marino             | Kida                             | Teilnehmerin beim san-marinesischen Vorentscheid 2024                          |
| 06  | Malta                  | Matt Blxck                       | Teilnehmer am maltesischen Vorentscheid 2022, 2023 und 2024                    |
| 07  | Kroatien               | Ivan Dorian Molnar               | Punktesprecher 2021 und 2022                                                   |
| 08  | Albanien               | Andri Xhahu                      | Punktesprecher seit 2012                                                       |
| 09  | Tschechien             | Radka Rosická                    | Punktesprecherin 2017 bis 2019 und 2023                                        |
| 10  | Israel                 | Maya Alkulumbre                  | –                                                                              |
| 11  | Australien             | Danny Estrin                     | Teilnehmer 2023                                                                |
| 12  | Dänemark               | Stéphanie Surrugue               | Moderatorin DMGP 2024                                                          |
| 13  | Spanien                | Soraya Arnelas                   | Teilnehmerin 2009                                                              |
| 14  | Norwegen               | Alessandra Ingvild Helljesen     | Teilnehmerin 2023 Punktesprecherin 2004 bis 2006                               |
| 15  | Deutschland            | Ina Müller                       | Punktesprecherin 2011                                                          |
| 16  | Armenien               | Brunette                         | Teilnehmerin 2023                                                              |
| 17  | Slowenien              | Lorella Flego                    | Punktesprecherin 2012, 2021 und 2022                                           |
| 18  | Georgien               | Sopo Chalwaschi                  | Teilnehmerin 2007                                                              |
| 19  | Schweiz                | Jennifer Bosshard                | –                                                                              |
| 20  | Moldau                 | Doina Stimpovschi                | Moderatorin des moldauischen Vorentscheid 2024, Punktesprecherin 2019 und 2023 |
| 21  | Griechenland           | Elena Paparizou                  | Siegerin 2005, Teilnehmerin 2001, Punktesprecherin 2015                        |
| 22  | Estland                | Birgit Õigemeel                  | Teilnehmerin 2013                                                              |
| 23  | Niederlande            | Nikkie de Jager Martin Österdahl | Moderatorin 2021 EBU-Leiter                                                    |
| 24  | Österreich             | Philipp Hansa                    | Punktesprecher seit 2019                                                       |
| 25  | Frankreich             | Natasha Saint-Pier               | Teilnehmerin 2001                                                              |
| 26  | Italien                | Mario Acampa                     | –                                                                              |
| 27  | Finnland               | Käärijä Toni Laaksonen           | Teilnehmer 2023 –                                                              |
| 28  | Portugal               | Mimicat                          | Teilnehmerin 2023                                                              |
| 29  | Belgien                | Livia Dushkoff                   | –                                                                              |
| 30  | Island                 | Friðrik Ómar                     | Teilnehmer 2008                                                                |
| 31  | Lettland               | Andrejs Reinis Zitmanis          | Teilnehmer 2023                                                                |
| 32  | Irland                 | Paul Harrington                  | Sieger 1994                                                                    |
| 33  | Polen                  | Viki Gabor                       | JESC-Siegerin 2019                                                             |
| 34  | Zypern                 | Loukas Hamatsos                  | Punktesprecher 2000, 2003, 2004, 2011 bis 2013, 2015, 2016 und seit 2021       |
| 35  | Litauen                | Monika Linkytė                   | Teilnehmerin 2015 und 2023                                                     |
| 36  | Serbien                | Konstrakta                       | Teilnehmerin 2022                                                              |
| 37  | Schweden               | Frans                            | Teilnehmer 2016                                                                |

### Marcel-Bezençon-Preis
Die diesjährigen Gewinner des seit 2002 verliehenen Marcel-Bezençon-Preises waren:
- Presse-Preis für den besten Song:  Kroatien – Baby Lasagna – Rim Tim Tagi Dim
- Künstler-Preis für die beste Performance:  Schweiz – Nemo – The Code
- Komponisten-Preis für die beste Komposition/Text:  Schweiz – Benjamin Alasu, Lasse Midtsian Nymann, Linda Dale und Nemo Mettler – The Code

## Übertragung

### Deutschsprachige Länder
Wie im Vorjahr strahlten Das Erste, ORF 1 und SRF 1 ein gemeinsames Rahmenprogramm für das Finale mit Countdown-Sendung und Aftershow aus. Moderiert wurde dieses erneut von Barbara Schöneberger aus Malmö; Gäste waren Michael Schulte, Arabella Kiesbauer und Remo Forrer.

#### Deutschland
Die beiden Halbfinale wurden im Fernsehen live auf One, das Finale live im Ersten und auf One (mit Social-Media-Einblendungen) übertragen. Alle drei Shows liefen zusätzlich online auf eurovision.de und in der ARD Mediathek im Livestream.
Thorsten Schorn kommentierte als Nachfolger von Peter Urban erstmals die Liveshows im deutschen Fernsehen.
| Datum        | Uhrzeit   | Fernsehsender       | Sendung              | Moderation/Kommentar | Zuschauer | Zuschauer | Marktanteil | Marktanteil |
| Datum        | Uhrzeit   | Fernsehsender       | Sendung              | Moderation/Kommentar | Gesamt    | 14–49 J.  | Gesamt      | 14–49 J.    |
| ------------ | --------- | ------------------- | -------------------- | -------------------- | --------- | --------- | ----------- | ----------- |
| 7. Mai 2024  | 21:00 Uhr |                     | Erstes Halbfinale    | Thorsten Schorn      | 0,68 Mio. | 0,29 Mio. | 3,6 %       | 7,7 %       |
| 9. Mai 2024  | 21:00 Uhr | Zweites Halbfinale  | 0,66 Mio.            | Thorsten Schorn      | 0,33 Mio. | 3,0 %     | 6,3 %       |             |
| 11. Mai 2024 | 20:15 Uhr |                     | ESC – Der Countdown  | Barbara Schöneberger | 3,84 Mio. | 1,26 Mio. | 17,8 %      | 31,0 %      |
| 11. Mai 2024 | 21:00 Uhr | Finale              | Thorsten Schorn      | 7,98 Mio.            | 3,11 Mio. | 39,8 %    | 56,4 %      |             |
| 12. Mai 2024 | 01:00 Uhr | ESC – Die Aftershow | Barbara Schöneberger | 2,74 Mio.            | 0,9 Mio.  | 34,5 %    | 39,4 %      |             |

Wie in den beiden Vorjahren übertrug Radio Eins das Finale mit eigenem Kommentar unter dem Titel Germany – Zero Points!.
| Datum        | Uhrzeit   | Radiosender | Sendung | Kommentar                 |
| ------------ | --------- | ----------- | ------- | ------------------------- |
| 11. Mai 2024 | 21:00 Uhr |             | Finale  | Amelie Ernst, Max Spallek |

#### Luxemburg
RTL Télé Lëtzebuerg übertrug alle drei Shows mit luxemburgischem Kommentar vom RTL-Moderator Raoul Roos und von Roger Saurfeld, dem Vizepräsidenten der Fan-Vereinigung OGAE Luxemburg.
Zusätzlich wurden alle Shows im Livestream auf RTL Today, der englischsprachigen Online-Plattform von RTL, mit Kommentar von Sarah Tapp und Meredith Moss übertragen, ebenso das erste Halbfinale und das Finale auf der französischen Onlineplattform RTL Infos mit Kommentar von Jerôme Didelot und Emma Sorgato.
| Datum        | Uhrzeit   | Fernsehsender      | Sendung           | Kommentar                   |
| ------------ | --------- | ------------------ | ----------------- | --------------------------- |
| 7. Mai 2024  | 21:00 Uhr |                    | Erstes Halbfinale | Raoul Roos & Roger Saurfeld |
| 9. Mai 2024  | 21:00 Uhr | Zweites Halbfinale |                   | Raoul Roos & Roger Saurfeld |
| 11. Mai 2024 | 21:00 Uhr | Finale             |                   | Raoul Roos & Roger Saurfeld |

| Datum        | Uhrzeit   | Radiosender        | Sendung           | Kommentar                   |
| ------------ | --------- | ------------------ | ----------------- | --------------------------- |
| 7. Mai 2024  | 21:00 Uhr |                    | Erstes Halbfinale | Raoul Roos & Roger Saurfeld |
| 9. Mai 2024  | 21:00 Uhr | Zweites Halbfinale |                   | Raoul Roos & Roger Saurfeld |
| 11. Mai 2024 | 21:00 Uhr | Finale             |                   | Raoul Roos & Roger Saurfeld |

#### Österreich
Die beiden Halbfinale sowie das Finale wurden im TV auf ORF 1 sowie auf ORF ON übertragen. Österreichischer Kommentator war wie bei jeder Teilnahme seit 1999 Andi Knoll, der zudem vor den Halbfinalen die Sendung Mr. Song Contest proudly presents moderierte.
| Datum        | Uhrzeit   | Fernsehsender                     | Sendung                           | Moderation/Kommentar | Zuschauer | Marktanteil |
| ------------ | --------- | --------------------------------- | --------------------------------- | -------------------- | --------- | ----------- |
| 7. Mai 2024  | 20:15 Uhr |                                   | Mr. Song Contest proudly presents | Andi Knoll           | 301 Tsd.  | 12,0 %      |
| 7. Mai 2024  | 21:00 Uhr | Erstes Halbfinale                 | 380 Tsd.                          | Andi Knoll           | 18,1 %    |             |
| 9. Mai 2024  | 20:15 Uhr | Mr. Song Contest proudly presents | 304 Tsd.                          | Andi Knoll           | 14,0 %    |             |
| 9. Mai 2024  | 21:00 Uhr | Zweites Halbfinale                | 600 Tsd.                          | Andi Knoll           | 25,2 %    |             |
| 11. Mai 2024 | 20:15 Uhr | ESC – Der Countdown               | Barbara Schöneberger              | 496 Tsd.             | 23,0 %    |             |
| 11. Mai 2024 | 21:00 Uhr | Finale                            | Andi Knoll                        | 1,009 Mio.           | 47,7 %    |             |
| 12. Mai 2014 | 01:00 Uhr | ESC – Die Aftershow               | Barbara Schöneberger              | 258 Tsd.             | 38,0 %    |             |

Im Radio kommentierten wie im Vorjahr Jan Böhmermann und Olli Schulz in humoristischer Weise auf FM4. Böhmermann und Schulz kommentierten aus Malmö, Knoll nicht von dort.
| Datum        | Uhrzeit   | Radiosender | Sendung | Kommentar                    |
| ------------ | --------- | ----------- | ------- | ---------------------------- |
| 11. Mai 2024 | 21:00 Uhr |             | Finale  | Jan Böhmermann & Olli Schulz |

#### Schweiz
In allen drei Teilen der Schweiz (Deutschschweiz, Romandie, Italienische Schweiz) wurden beide Halbfinale auf den zweiten Programmen (SRF zwei, RTS 2, RSI LA 2) und das Finale auf den ersten Programmen (SRF 1, RTS 1, RSI LA 1) des jeweiligen Senders übertragen.
Für SRF kommentierte wie in jedem Jahr seit 2008 Sven Epiney die Liveshows; für RSI Moderatorin Ellis Cavallini und der Leiter der Musikabteilung des Senders Gian-Andrea Costa, die diese Aufgabe im Vorjahr erstmals übernahmen. Für RTS kommentierten wie seit 2007 Moderator Jean-Marc Richard und „ESC-Experte“ Nicolas Tanner, im Finale zusätzlich Violinistin Julie Berthollet.
| Datum        | Uhrzeit   | Fernsehsender                          | Sendung              | Moderation/Kommentar                                | Zuschauer | Zuschauer | Marktanteil | Marktanteil |
| Datum        | Uhrzeit   | Fernsehsender                          | Sendung              | Moderation/Kommentar                                | Gesamt    | 15–59 J.  | Gesamt      | 15–59 J.    |
| ------------ | --------- | -------------------------------------- | -------------------- | --------------------------------------------------- | --------- | --------- | ----------- | ----------- |
| Deutsch      |           |                                        |                      |                                                     |           |           |             |             |
| 7. Mai 2024  | 21:00 Uhr |                                        | Erstes Halbfinale    | Sven Epiney                                         | 162 Tsd.  | 96 Tsd.   | 17,0 %      | 22,4 %      |
| 9. Mai 2024  | 20:10 Uhr | Nemo: Reise zum ESC und zu sich selbst | –                    | 210 Tsd.                                            | 133 Tsd.  | 17,2 %    | 26,3 %      |             |
| 9. Mai 2024  | 21:00 Uhr | Zweites Halbfinale                     | Sven Epiney          | 472 Tsd.                                            | 285 Tsd.  | 39,3 %    | 50,7 %      |             |
| 11. Mai 2024 | 20:15 Uhr |                                        | ESC – Der Countdown  | Barbara Schöneberger                                | 234 Tsd.  | 108 Tsd.  | 22,5 %      | 23,8 %      |
| 11. Mai 2024 | 21:00 Uhr | Finale                                 | Sven Epiney          | 614 Tsd.                                            | 376 Tsd.  | 53,3 %    | 59,0 %      |             |
| 12. Mai 2014 | 01:00 Uhr | ESC – Die Aftershow                    | Barbara Schöneberger | 360 Tsd.                                            | 256 Tsd.  | 69,3 %    | 74,3 %      |             |
| 12. Mai 2014 | 01:30 Uhr | ESC – Pressekonferenz mit Nemo         | –                    | 196 Tsd.                                            | 147 Tsd.  | 68,8 %    | 72,9 %      |             |
| Französisch  |           |                                        |                      |                                                     |           |           |             |             |
| 7. Mai 2024  | 21:00 Uhr |                                        | Erstes Halbfinale    | Jean-Marc Richard & Nicolas Tanner                  | N/A       | N/A       | N/A         | N/A         |
| 9. Mai 2024  | 21:00 Uhr | Zweites Halbfinale                     |                      | Jean-Marc Richard & Nicolas Tanner                  | N/A       | N/A       | N/A         | N/A         |
| 11. Mai 2024 | 21:00 Uhr |                                        | Finale               | Jean-Marc Richard, Nicolas Tanner, Julie Berthollet | N/A       | N/A       | N/A         | N/A         |
| Italienisch  |           |                                        |                      |                                                     |           |           |             |             |
| 7. Mai 2024  | 21:00 Uhr |                                        | Erstes Halbfinale    | Ellis Cavallini & Gian-Andrea Costa                 | N/A       | N/A       | N/A         | N/A         |
| 9. Mai 2024  | 21:00 Uhr | Zweites Halbfinale                     |                      | Ellis Cavallini & Gian-Andrea Costa                 | N/A       | N/A       | N/A         | N/A         |
| 11. Mai 2024 | 20:40 Uhr |                                        | Finale               | Ellis Cavallini & Gian-Andrea Costa                 | N/A       | N/A       | N/A         | N/A         |

### Andere Länder

#### Fernsehübertragung
| Land                   | Sender                 | Shows                 | Kommentar                                           |
| ---------------------- | ---------------------- | --------------------- | --------------------------------------------------- |
| Teilnehmerländer       |                        |                       |                                                     |
| Albanien               | RTSH 1                 | Alle Shows            | Andri Xhahu                                         |
| Albanien               | RTSH Muzikë            | Alle Shows            | Andri Xhahu                                         |
| Armenien               | ARMTV                  | Alle Shows            |                                                     |
| Aserbaidschan          | İTV                    | Alle Shows            | Nurlana Cəfərova                                    |
| Australien             | SBS                    | Alle Shows            | Myf Warhurst & Joel Creasey                         |
| Belgien                | VRT 1                  | Alle Shows            | Peter Van de Veire (Niederländisch)                 |
| Belgien                | Tipik                  | 1. Halbfinale         | Maureen Louys & Jean-Louis Lahaye (Französisch)     |
| Belgien                | La Une                 | 2. Halbfinale, Finale | Maureen Louys & Jean-Louis Lahaye (Französisch)     |
| Dänemark               | DR1                    | Alle Shows            | Ole Tøpholm                                         |
| Estland                | ETV                    | Alle Shows            | Marko Reikop (Estnisch)                             |
| Estland                | ETV2                   | Alle Shows            | (Estnische Gebärdensprache)                         |
| Estland                | ETV+                   | Alle Shows            | Aleksandr Hobotov & Julia Kalenda (Russisch)        |
| Finnland               | Yle TV1                | Alle Shows            | Mikko Silvennoinen (Finnisch)                       |
| Finnland               | Yle TV1 (Zweikanalton) | Alle Shows            | Eva Frantz & Johan Lindroos (Schwedisch)            |
| Finnland               | YLE Areena             | Alle Shows            | Aslak Paltto & Heli Huovinen (Samisch)              |
| Finnland               | YLE Areena             | 1. Halbfinale, Finale | Levan Tvaltvadze (Russisch)                         |
| Frankreich             | Culturebox             | Halbfinale            | Nicky Doll                                          |
| Frankreich             | France 2               | Finale                | Stéphane Bern & Laurence Boccolini                  |
| Georgien               | 1TV                    | Alle Shows            | Nika Lobiladse                                      |
| Griechenland           | ERT1                   | Alle Shows            | Thanasis Alevras & Jérôme Kaluta                    |
| Irland                 | RTÉ One                | 1. Halbfinale, Finale | Marty Whelan                                        |
| Irland                 | RTÉ2                   | 2. Halbfinale         | Marty Whelan                                        |
| Island                 | RÚV                    | Alle Shows            | Gunna Dís                                           |
| Island                 | RÚV 2                  | Alle Shows            | Gunna Dís                                           |
| Israel                 | Kan 11                 | Alle Shows            | Asaf Liberman & Akiva Novik                         |
| Italien                | Rai 2                  | Halbfinale            | Gabriele Corsi & Mara Maionchi                      |
| Italien                | Rai 1                  | Finale                | Gabriele Corsi & Mara Maionchi                      |
| Kroatien               | HRT1                   | Alle Shows            | Duško Ćurlić                                        |
| Lettland               | LTV1                   | Alle Shows            | Toms Grēviņš & Lauris Reiniks (Finale)              |
| Litauen                | LRT televizija         | Alle Shows            | Ramūnas Zilnys                                      |
| Malta                  | TVM                    | Alle Shows            | –                                                   |
| Moldau                 | Moldova 1              | Alle Shows            | Angela Rudenco                                      |
| Niederlande            | NPO 1                  | Alle Shows            | Cornald Maas & Jacqueline Govaert                   |
| Niederlande            | BVN                    | Alle Shows            | Cornald Maas & Jacqueline Govaert                   |
| Norwegen               | NRK1                   | Alle Shows            | Marte Stokstad                                      |
| Polen                  | TVP1                   | Alle Shows            | Artur Orzech                                        |
| Polen                  | TVP Polonia            | Alle Shows            | Artur Orzech                                        |
| Portugal               | RTP1                   | Alle Shows            | José Carlos Malato & Nuno Galopim                   |
| Portugal               | RTP Internacional      | Alle Shows            | José Carlos Malato & Nuno Galopim                   |
| Portugal               | RTP África             | Alle Shows            | José Carlos Malato & Nuno Galopim                   |
| San Marino             | San Marino RTV         | Alle Shows            | Lia Fiorio & Gigi Restivo                           |
| Schweden               | SVT 1                  | Alle Shows            | Tina Mehrafzoon & Edward af Sillén                  |
| Serbien                | RTS 1/RTS 2 g          | 1. Halbfinale         | Duška Vučinić                                       |
| Serbien                | RTS 1                  | 2. Halbfinale, Finale | Duška Vučinić                                       |
| Serbien                | RTS Svet               | Alle Shows            | Duška Vučinić                                       |
| Slowenien              | TV SLO 1               | 1. Halbfinale, Finale | Mojca Mavec                                         |
| Slowenien              | TV SLO 2               | 2. Halbfinale         | Mojca Mavec                                         |
| Spanien                | La 2                   | 1. Halbfinale         | Tony Aguilar & Julia Varela (Spanisch)              |
| Spanien                | La 1                   | 2. Halbfinale, Finale | Tony Aguilar & Julia Varela (Spanisch)              |
| Spanien                | La 1 (Zweikanalton)    | Finale                | Sònia Urbano & Xavi Martínez (Katalanisch)          |
| Tschechien             | ČT2                    | Alle Shows            | Vašek Matějovský, Dominika Hašková, Patricie Fuxová |
| Ukraine                | Suspilne Kultura       | Alle Shows            | Timur Miroschnytschenko                             |
| Vereinigtes Königreich | BBC One                | Halbfinale            | Scott Mills & Rylan Clark                           |
| Vereinigtes Königreich | BBC One                | Finale                | Graham Norton                                       |
| Zypern                 | RIK 1                  | Alle Shows            | Melina Karageorgiou & Hovig                         |
| Andere Länder          |                        |                       |                                                     |
| Chile                  | Zapping                | Finale                | Rayen Araya & Ignaco Lira                           |
| Kosovo                 | RTK 1                  | Alle Shows            | Agron Krasniqi & Egzona Rafuna                      |
| Montenegro             | TV CG 1                | Alle Shows            |                                                     |
| Nordmazedonien         | MRT 1                  | Alle Shows            | Aleksandra Jovanovska                               |
| Vereinigte Staaten     | Peacock                | Alle Shows            | –                                                   |

#### Hörfunkübertragung
| Land                   | Sender            | Shows                 | Kommentar                                                                                     |
| ---------------------- | ----------------- | --------------------- | --------------------------------------------------------------------------------------------- |
| Teilnehmerländer       |                   |                       |                                                                                               |
| Albanien               | Radio Tirana      | Alle Shows            | Andri Xhahu                                                                                   |
| Belgien                | Radio 2           | Finale                | Peter Van de Veire (Niederländisch)                                                           |
| Belgien                | VivaCité          | Finale                | Maureen Louys & Jean-Louis Lahaye (Französisch)                                               |
| Finnland               | Radio Suomi       | Alle Shows            | Toni Laaksonen & Sanna Pirkkalainen (Finnisch)                                                |
| Finnland               | Yle X3M           | Alle Shows            | Eva Frantz & Johan Lindroos (Schwedisch)                                                      |
| Griechenland           | Deftero Programma | Alle Shows            | Dimitris Meidanis                                                                             |
| Irland                 | RTÉ 2fm           | 1. Halbfinale, Finale | Zbyszek Zalinski & Neil Doherty                                                               |
| Israel                 | Kan 88            | Finale                |                                                                                               |
| Israel                 | Kan Tarbut        | Finale                |                                                                                               |
| Israel                 | Kan Bet           | Finale                |                                                                                               |
| Island                 | Rás 2             | 1. Halbfinale, Finale | Gunna Dís                                                                                     |
| Italien                | Rai Radio 2       | Alle Shows            | Diletta Parlangeli & Matteo Osso                                                              |
| Kroatien               | HR 2              | Alle Shows            | Zlatko Turkalj                                                                                |
| Litauen                | LRT Radijas       | Alle Shows            | Ramūnas Zilnys                                                                                |
| Moldau                 | Radio Moldova     | Alle Shows            | Angela Rudenco                                                                                |
| Niederlande            | NPO Radio 2       | Finale                | Carolien Borgers                                                                              |
| Norwegen               | NRK P1            | Finale                | Jon Marius Hyttebakk                                                                          |
| Schweden               | SR P4             | Alle Shows            | Carolina Norén                                                                                |
| Serbien                | Radio Belgrad     | 1. Halbfinale         | Katarina Epstein                                                                              |
| Serbien                | Radio Belgrad     | Finale                | Katarina Epstein & Nikoleta Dojčinović                                                        |
| Slowenien              | Radio Val 202     | 1. Halbfinale, Finale | Maj Valerij                                                                                   |
| Spanien                | Radio Nacional    | Finale                | David Asensio, Sara Calvo, Ángela Fernández, Manu Martín-Albo & Luis Miguel Montes (Spanisch) |
| Spanien                | Rádio 4           | Finale                | Sònia Urbano & Xavi Martínez (Katalanisch)                                                    |
| Ukraine                | Radio Promin      | Alle Shows            | Dmytro Sachartschenko & Lessja Antypenko                                                      |
| Vereinigtes Königreich | BBC Radio 2       | Halbfinale            | Richie Anderson                                                                               |
| Vereinigtes Königreich | BBC Radio 2       | Finale                | Scott Mills & Rylan Clark                                                                     |
| Zypern                 | RIK Trito         | Alle Shows            |                                                                                               |
| Andere Länder          |                   |                       |                                                                                               |
| Kosovo                 | Radio Kosova 2    | Alle Shows            | Agron Krasniqi & Egzona Rafuna                                                                |
| Montenegro             | Radio 98          | Alle Shows            |                                                                                               |
| Nordmazedonien         | MR 1              | Alle Shows            | Aleksandra Jovanovska                                                                         |
| Slowakei               | Rádio FM          | Finale                | Daniel Baláž, Lucia Haverlík, Pavol Hubinák & Juraj Malíček                                   |

## Trivia
- Der ESC 2024 fand 50 Jahre nach dem Sieg von ABBA beim Eurovision Song Contest 1974 im Heimatland der Band statt.
- Der Titel des estnischen Beitrags (Nendest) narkootikumidest ei tea me (küll) midagi stellt mit 40 Buchstaben einen neuen Rekord für die längste Titelzeile eines ESC-Beitrags auf. Zuvor hielt der deutsche Beitrag von 1964, Man gewöhnt sich so schnell an das Schöne, mit 34 Buchstaben diesen Rekord.
- Zum ersten Mal seit 1970 eröffnete das Gastgeberland das Finale. Insgesamt kam dies in der Geschichte des ESC nur vier Mal vor.
- Zum ersten Mal seit 2013 hat mit Norwegen ein Land, welches nicht von Beginn an im Finale gesetzt war, den letzten Finalplatz belegt.
- Zum ersten Mal seit 2015 hatten sich alle baltischen Staaten (Estland, Lettland, Litauen) für das Finale qualifiziert.
- Zum ersten Mal überhaupt wurde der ESC von zwei Frauen (Petra Mede und Malin Åkerman) präsentiert.
- Wie bereits 2021 eröffnete und schloss das Finale mit Schweden und Österreich ein Titel, der von Jimmy „Joker“ Thörnfeldt komponiert wurde. 2021 waren es Zypern und San Marino.
- Nach dem Finale 2022 und dem ersten Semifinale 2023 wurde auch im ersten Semifinale 2024 nach dem Beitrag Moldaus der Schwedens präsentiert
- Der gastgebende Rundfunk SVT und die EBU setzten die Vorgaben der vorigen Jahre fort, nur die Flaggen der teilnehmenden Länder und Regenbogenflaggen im Livepublikum zuzulassen. Am Tag nach dem Finale sandte der Vizepräsident der EU-Kommission, Margaritis Schinas, einen Brief an die EBU, um sich zu beschweren, dass durch diese Vorgaben das Mitführen von EU-Flaggen nicht gestattet war.[241]
- Am Montag nach dem Finale veröffentlichte die EBU ein Statement, in dem sie festhielt, dass „einige Delegationen […] den Geist der Regeln und des Wettbewerbs sowohl vor Ort als auch während der Übertragungen nicht respektiert haben“, worüber man mit „einer Reihe von Delegationen“ bereits während der Veranstaltung gesprochen hätte. Die EBU werde mit den Vertretern der Rundfunkanstalten die Ereignisse überprüfen und erörtern, um den Song Contest weiterzuentwickeln und „sicherzustellen, dass die Werte der Veranstaltung von allen respektiert werden“.[242]
- Während des 1. Semifinals wurde die Ausstrahlung in Serbien während des polnischen Beitrags aufgrund des Staatsbesuches von Xi Jinping unterbrochen. Das Semifinale wurde zwischenzeitlich auf dem serbischen Sender RTS 2 übertragen.[243]